# Historia de Salvador Mazza (Salta)

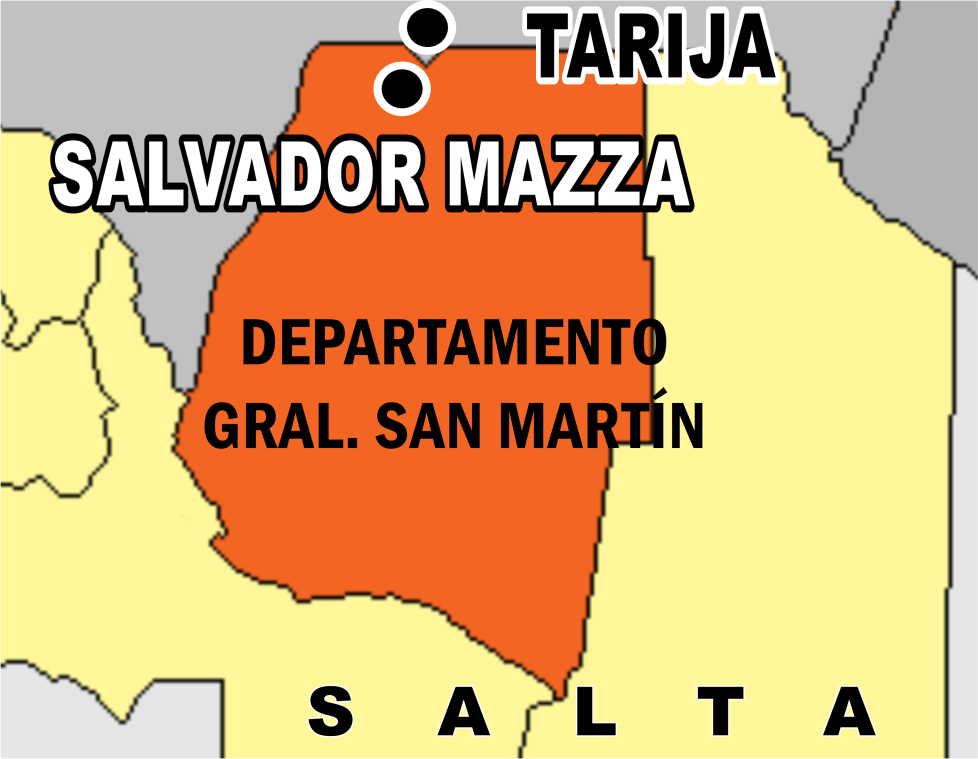
Salvador Mazza y Tarija.

La Historia de Salvador Mazza comienza con su fundación en 1951 y constituye desde principios de siglo o desde muchos antes un espacio social y fronterizo, primeramente con la ocupación del valle formado por las Sierras de Ipaguazú al Este y por las Sierras de Aguaragüe o de Tartagal, por grupos aborígenes, y posteriormente incorporado al territorio nacional, poblado por criollos e inmigrantes de varias nacionalidades, constituyéndose así en el último eslabón poblacional en el norte argentino.

## Antecedentes

### Prof. Salvador Mazza. Una posta en el camino

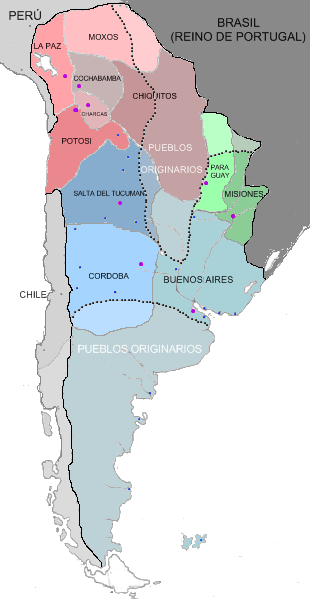
Virreinato del Río de la Plata.

El Virreinato del Río de la Plata, codiciado permanentemente por portugueses, franceses e ingleses, quebró después de 1810 su homogeneidad. Surgieron entonces las reivindicaciones políticas de independencia en ciertos territorios periféricos organizándose las nuevas repúblicas de Argentina, Uruguay, Paraguay, Bolivia y Chile.
La Salta pertenecía a la Gobernación del Tucumán desde 1563 que dependió del Virreinato del Perú y de la Real Audiencia de Charcas durante los siglos XVI, XVII y parte del XVIII.
En 1672 es incorporado a la jurisdicción de Salta el Gran Chaco Gualamba, aunque a principios del siglo XVIII se afianza la línea de fortines a lo largo de la región subandina.
Durante el período virreinal, se crea la Intendencia de Salta del Tucumán (1782) integrando su territorio las actuales provincias de Tucumán, Jujuy, Catamarca, Santiago del Estero, Chaco y Tarija (desde 1807 por Real Cédula había sido separada de Potosí).
En 1825 pierde los territorios de Tarija y la Puna (que pertenecía a la jurisdicción de Potosí). Con respecto al territorio tarijeño hubo intentos de reincorporarlos cuando el Mariscal Santa Cruz aún pretendía formar la confederación peruano – boliviana después de la guerra no siendo esto permitido por el Brigadier Juan Manuel de Rosas debido a que «ello es totalmente a mis principios políticos y mi carácter privado[...] y que no es digno de la República Argentina reincorporarla por la fuerza ni reclamar nuestros derechos en circunstancias que Bolivia se encuentra afligida y envuelta en una terrible anarquía[...]».

### Litigio de la Puna de Atacama
Por el Tratado de límites de 1889 (Tratado Quirno Costa-Vaca Guzmán), Bolivia renuncia al Chaco Austral y a la Puna de Atacama, y Argentina a Tarija y a parte del Chaco, siendo resuelta la cuestión de límites con el arbitraje del Ministro de EE. UU. Buchanan mediante el método de las “altas cumbres”.
Durante el siglo XX Argentina y Bolivia tramitan la fijación de sus límites territoriales cuyo proceso se dio en varias etapas:
- colocación de hitos fronterizos en 1910, con lo cual la población de Yacuiba queda dentro del territorio nacional argentino;
- la firma de un tratado en 1925;
- y el Tratado del Triángulo de Yacuiba con respecto a esta región que eran los últimos territorios con conflictos limítrofes.

### Tratado Internacional de 1925
El 9 de julio de 1925 se firmó en la ciudad de La Paz este Tratado, refrendado por los ministros plenipotenciarios Dr. Eduardo Diez de Medina por Bolivia y el Dr. Horacio Carrillo por Argentina, y que establece entre otros puntos:
“En nombre de Dios Todopoderoso, su Excelencia el presidente de la Nación Argentina, Dr. Marcelo T. de Alvear y su Excelencia, el presidente de la República de Bolivia, Dr. Bautista Saavedra en el deseo de resolver las cuestiones de interpretación que se han suscitado en la aplicación del Tratado de los Límites entre ambos países, suscrito en Buenos Aires el 10 de mayo de 1889, modificado en 1891 y cuyas ratificaciones fueron canjeadas en 1893, han resuelto - inspirados en el elevado espíritu de solidaridad americana que los anima - celebrar el pacto definitivo a cuyo efecto nombran sus plenipotenciarios a saber:
Su Excelencia el presidente de la República de Bolivia a su Excelencia el Sr. Eduardo Diez de Medina, su Ministro Secretario de Estado en el Departamento de Relaciones Exteriores, y su Excelencia el presidente de la República Argentina a su Excelencia el Sr. Horacio Carrillo, quienes una vez comunicados y canjeados sus plenos poderes que fueron hallados en buena y debida forma, pactaran las estipulaciones siguientes:
Art. 1°) La Nación Argentina acuerda con la República de Bolivia, fijar como límite de ambos países, la línea que, partiendo del Cerro Zapaleri (5649 m) en dirección al N-NO llega al Cerro Brajma, sigue al Cerro Tinte (5860 m) y continúa por los Cerros Negros (5860 m), Vilama (5210 m), Bayo (5490 m), Alcoak (5130 m) y Panizos (5360 m) Del Panizos la línea continuará por la cumbrera chilena y Sierra de Hornillos hasta el Cerro Limitajo (5200 m). Del Cerro Limitajo continuará por las cumbres que se encadenan hacia el N-NE pasando por los Cerros Cuevas (5499 m) y de la Ramada. De la Ramada se trazará una línea recta de confluencia de los ríos San Antonio y San Juan, donde continuará por el curso de este último hasta su unión con el río Mojinete. De este punto se trazará otra línea recta hacia la cima del Cerro Branqui de donde pasará a la del Cerro Vaqueros y de allí a la del Cerro Grande. Del extremo sur de esta cumbre se trazará otra línea hasta el Cerro Cóndor, en forma que Sacari quede dentro de territorio boliviano. Del Cerro Cóndor la línea continuará el E hasta el Cerro Tablón en los Altos de Piscuno. Del Cerro Tablón se trazará una línea recta hacia el SE hasta el Hito 1 del Abra de Guajra [o Huajra]. Desde allí continuará con la línea de hitos ya colocados en las Quebradas del Cuartel y de la Quiaca, siguiendo por ésta hasta encontrar el desemboque de la Quebrada de San Juan. De esta confluencia se trazará una línea recta a la naciente occidental de la Quebrada de La Raya, por la cual descenderá hasta su unión con el río Yanalpa. De este punto se trazará otra línea de occidente a oriente a la cima del Mecoya (4211 m). De acá al río Santa Rosa, por el que bajará hasta su confluencia con el río Santa Victoria, los que forman el río Condado y continuará por éste hasta su desemboque en el río Grande de Tarija en las Juntas de San Antonio. Desde las Juntas la línea remontará por la desembocadura del río Itáu, cuyo curso seguirá hasta tocar el paralelo 22° S, la línea continuará por está paralelo como se halla trazado hasta el río Pilcomayo que es límite NE de la República Argentina en el Chaco”.

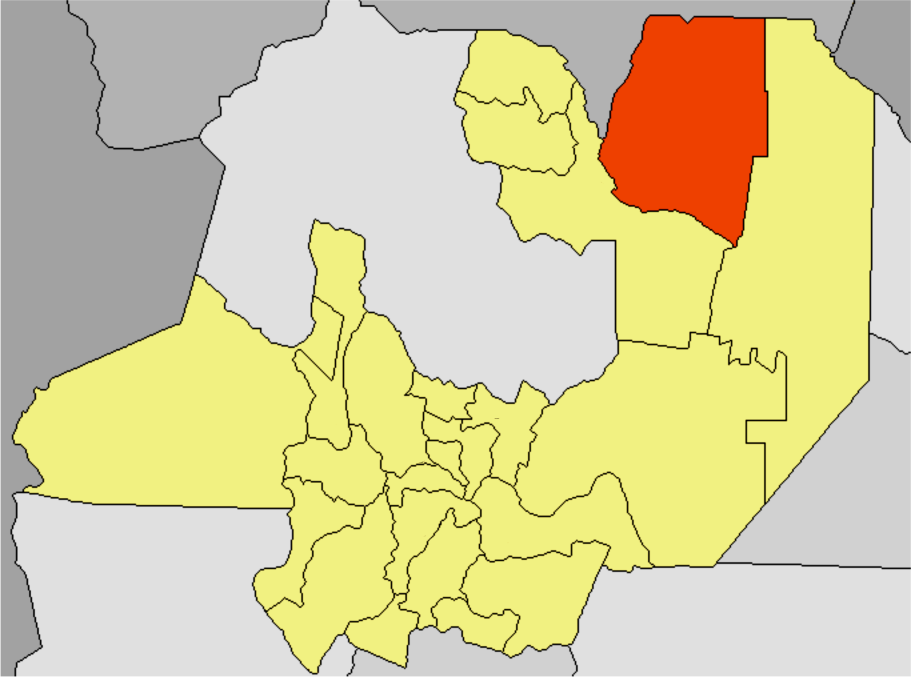
Provincia de Salta. Departamento General San Martín.

### Tratado de Yacuiba (1942)
Considerando el Tratado de 1925, la población de Yacuiba, con una superficie de 15 km² queda en territorio argentino creándose conflicto por el “Triángulo de Yacuiba”. Por eso es que en 1942 se firma un tratado denominado con el mismo nombre, entrando en vigencia ese mismo año, en donde se estipulaba que a cambio de Yacuiba, Bolivia cedía la jurisdicción de Santa Victoria Oeste, Los Toldos e Iruya, cediendo Argentina a Bolivia, La Tablada.
De esta manera, Yacuiba queda dentro del territorio boliviano, tomándose como línea demarcatoria los arroyos de Yacuiba y de Pocitos, los cuales forman una cuña sobre los paralelos de 22° 0’ 18” S y 22° 0’ 25” S, y los meridianos de 63° 42’ 38” O y 63° 40’ 38” O y entre los paralelos de 22° 0’ S y de 22° 3’ 40” S quedando una frontera de ciudades dobles: Prof. Salvador Mazza - Yacuiba.
En referencia a este conflicto el escritor Miguel Mercado M. en su libro "Charcas y el Río de La Plata" nos dice que se reclamaba Yacuiba no porque tenga suma importancia como territorio sino porque interesaba la suerte de los compatriotas que ahí habitaban y también porque fue fundada por un boliviano en 1844 y reconstruida después de los dos grandes terremotos por los Franciscanos y el vecindario de Tarija.
Al respecto, y teniendo en cuenta las entrevistas realizadas, muchos de los habitantes de San José de Pocitos y de Yacuiba sostienen “que todo el territorio hasta Embarcación pertenece a Bolivia” aduciendo “que ya en 1844 el General Magariños había fundado las ciudades de Yacuiba y Tartagal”.
Corroborados estos datos en la recopilación realizada por el ciudadano boliviano Juan Castillo Ruiz, encontramos, además, que por el Decreto Supremo del 22 de noviembre de 1841 del “gobierno del General Ballivian, vencedor de Ingavi decide entregar tierras a los oficiales y soldados de su ejército que quisieran poblar algunas regiones alejadas principalmente fronterizas y en las márgenes del río Pilcomayo para sentar soberanía”[...]
En una carta de respuesta del escritor tarijeño Federico Ávila y Ávila al Cnel. Miguel Azurduy, Prefecto del Departamento de Tarija, dice: «después de fracasada la expedición del General Magariños, convencido que para conquistar los indomables salvajes era mejor crear misiones religiosas o centros de población, fundó el 29 de noviembre de 1844 los pueblos de Yacuiba y Tartagal, como baluartes de avanzada contra la barbarie, encomendando a los Padres Franciscanos del Colegio de Propaganda Fides de esta ciudad, fundar misiones en dichos pueblos, como lo hicieron más tarde los abnegados sacerdotes (...)»
Refiriéndose a ello, el Padre Gualterio Ansaldi, párroco dependiente del Convento Franciscano de Salta, expresó que «el que primero entró en posesión de los terrenos de Aguairenda, no pudo disfrutarla mucho, pues fue asesinado por la parcialidad Toba después del alzamiento de 1846». El que le sucedió algunos años más tarde, fue hallado muerto y cubierto de heridas por la zona de Campo Grande, hoy, más allá del arroyo de Pocitos.
Asimismo señala que «hacia 1857 se desarrolló desde Salta la mayor penetración misionera cuando llegaron a estas zonas catorce misioneros» y que en 1859 el Padre Pedro Pellichi fundó la Misión San Francisco de las Conchas y en 1868 la de San Antonio dirigiendo la evangelización hacia la zona de Zenta y Rivadavia más que hacia Piquirenda y Caraparí.
Es menester señalar que esta región fue ocupada paulatinamente por criollos que despojaron de sus tierras a los aborígenes y en muy pocos casos se requirió de la presencia del ejército para hacer efectivo el poblamiento. A diferencia de otras regiones del chaco salteño, en este territorio, los asentamientos fueron pacíficos y de contacto permanente con los indígenas ya que los mismos fueron empleados por los criollos en las tareas del campo y no hubo ningún tipo de conflictos por la posesión de las tierras.

### Década del 20
Durante de la presidencia de Marcelo T. de Alvear (1922-1928) la Argentina vivía un periodo de prosperidad único: el PBI nacional aumentaba un 5% anual, había una moneda fuerte con un respaldo efectivo en oro del 80,15%, mientras que la garantía del dólar y la libra esterlina oscilaba entre un 30% y un 35%. Las exportaciones pasaban la barrera de los mil millones y la deuda externa era sólo de 627 millones que casi podía pagarse con una cosecha. Había una gran afluencia de capitales, en su mayoría británicos, lo que permitía realizar la libre conversión de la moneda papel lo que redundó en importantes beneficios a la clase asalariada. Pero esta situación no beneficiaba a todas las regiones por igual. El NOA permaneció en un estado de pobreza y estancamiento.
Diferente fue la situación en el S. XVIII cuando su vinculación con el Alto y Bajo Perú y Chile era efectiva. A partir de la creación del virreinato el epicentro de la economía se trasladó a Buenos Aires, beneficiando al puerto con el reglamento del libre comercio.
Con la Revolución de Mayo se afianzó Buenos Aires con la política del libre comercio que incorporó al país al ámbito del mercado inglés. El capitalismo industrial inglés tuvo así la herramienta adecuada para albergar las defensas de las economías del Interior. Hubo rebeldías y reacciones que desataron una pugna feroz entre el centralismo librecambista del puerto y el federalismo proteccionista del interior.
Durante todo este proceso hubo un retroceso poblacional; las provincias fueron expulsando su población, a excepción de Tucumán que se benefició notablemente con la llegada del ferrocarril; lo contrario ocurría con La Rioja y Catamarca que quedaron fuera del ramal.
De ese modo, en la década del ’20, el NOA albergaba menos del 10% de la población nacional. El impulsor de la política ferroviaria que se inició con Urquiza en 1853, fue Nicolás Avellaneda quien inauguró en 1879 el Central Norte hasta Tucumán a un costo de 2.800.000 libras.
S/ Ferns, desde el punto de vista de una empresa económica el ferrocarril a Tucumán era un acto rayano en la locura, pero como contribución a construir la nación Argentina y darle el carácter de una comunidad pacífica y en desarrollo, era una empresa heroica.
Salta y Jujuy habían perdido su activo comercio con Bolivia y tampoco podían sacar sus productos hacia el Sur o el litoral ante la falta de ferrocarril o por el costo de los fletes desde Tucumán.
Salta esta incomunicada con el NEA por no haberse terminado de construir el ramal de Formosa a Embarcación y el de Barranquilla (Chaco) a Metán.
Solo el Central Norte llegó en 1889 pero fue tarde: ya se había producido el despegue del Tucumán azucarero, postergando por casi medio siglo en esta actividad a Salta y Jujuy.
Recién en el ’20 se organiza en Orán el primer ingenio azucarero, San Martín del Tabacal por iniciativa de Robustiano Patrón Costas, Bercetche y Mosateguy.
El importante desarrollo agroindustrial que se generó en Tucumán y posteriormente en Salta y Jujuy comenzó a ser mirado con recelo por la oligarquía porteña y por los gobiernos conservadores que en 1891, tras arduos debates, logró que el Congreso sancionara una ley anticonstitucional como la 2774, la de los Impuestos Internos.
Con esta situación quedaba evidenciada la política de “cuello de botella” con que la Nación ahorcaba a las provincias produciendo situaciones tan dispares como la que afectaba a Catamarca, donde el presupuesto de las Escuelas Lainez y la del Regimiento 7 de Infantería eran igual al de la provincia.
Esta ley también sirvió para arruinar a la industria licorera criolla que tenía prosperidad desde la época colonial.
Ya en la época de Yrigoyen, y habida cuenta del aislamiento que sufría la provincia, los diputados salteños Agustín Usandivaras y Moisés Oliva y los tucumanos Ernesto Padilla y Miguel Aráoz presentaron un proyecto de ley autorizando al Poder Ejecutivo a construir un ferrocarril de Salta a Chile. A este empeño se suma el gobernador Joaquín Castellanos siguiendo la política iniciada por Patrón Costas (1913-1916) para unir Barranqueras (Chaco) con Metán.
Así nace el comité Pro Huaytiquina, llamado así por el nombre del paso cordillerano por donde circularía.
La sanción de la Ley debió hacerse esperar ya que los intereses foráneos entorpecían su promulgación, caso la objeción propuesta por el senador Salta, Linares, quien era partidario de que la obra fuera concesionada a manos privadas.
Los argumentos de Yrigoyen fueron contundentes. La esperanza de unir el Atlántico con el Pacífico por vía ferroviaria y continuar hacia el norte por Yacuiba (Bolivia) cumplía con el propósito no solo de hermandad latinoamericana sino que también contribuía a un desarrollo con el comercio internacional, en vista del incremento de la importación de los productos del Pacífico en razón de la apertura del Canal de Panamá.
En 1921, dado el veto a la Ley, salió por Dto. N.º 4968 la construcción de dicho ramal.
La obra fue suspendida en 1930 en virtud del Golpe de Estado del 16 de septiembre y reiniciada y concluida en 1948 durante la presidencia de Juan Perón y el gobierno provincial de Lucio H. Cornejo.
El avance de obras hasta su conclusión fue producto de sendas conferencias regionales, donde se propiciaba el fin de las obras, reducción de aranceles, desarrollo del comercio internacional e intranacional, la minería y la explotación de los recursos hidroenergéticos.
La primera de estas conferencias se realizó en Salta en 1926 durante el gobierno de Joaquín Corbalán. El éxito de estas conferencias se tradujo en que se señaló el camino apropiado para la discusión de problemas atinentes a las economías regionales y proponer las pertinentes al gobierno federal.
Las expresiones de deseos de estas conferencias se trasladaron al Congreso nacional, donde los legisladores presentaron ambiciosos proyectos de declaración que se hicieron efectivos en una Ley (que solo beneficiaba a Santiago del Estero y que era una escuela – fábrica de hilados y tejidos) tratando de solucionar todos los problemas del NOA: migraciones estacionales destinadas a la zafra, los obrajes o la cosecha cerealera, la desintegración familiar, la disminución de la natalidad, el agravamiento sanitario y el retroceso demográfico.
La democracia instituida a partir de la sanción de la Ley Sáenz Peña aún no estaba consolidada. Los puestos administrativos eran un botín electoral y no una carrera al servicio de la Nación. Primaba la relación partidaria y no la idoneidad como requisito para acceder a ellos.
Esto generó pequeños ámbitos de corrupción en las diferentes reparticiones públicas que fueron socavando la poca credibilidad que le quedaba al gobierno.

## La restauración conservadora: los militares entran en acción
De Europa llegan doctrinas políticas que cuestionan las bases del sistema democrático. La experiencia fascista de Mussolini deslumbró a algunos sectores antidemocráticos convenciéndoles sobre la eficiencia del autoritarismo corporativista y las ideas de Charles Maurras sobre el “nacionalismo integral”, suscitaron la adhesión de grupos de intelectuales que se nucleó en el movimiento de “La Nueva República”. En tanto, Leopoldo Lugones sostenía que ha llegado la hora de la espada como único camino que quedaba en la sociedad argentina.
Semejantes ideas hallaron clima propicio en un estado de descontento social por cierta parálisis que afectaba la acción del Estado frente a la crisis mundial desatada por el “crack” financiero de Wall Street que se conoce como “La Gran Depresión”.
La restauración conservadora con Justo, Ortiz y Castillo se sostuvo con elecciones fraudulentas, el llamado “fraude patriótico”, e intervenciones a las provincias.
Al renunciar Ortiz, Ramón Castillo tuvo que afrontar problemas creados por la Segunda Guerra Mundial, que si bien beneficiaron comercialmente a nuestro país, lo colocaron en la situación de conservar la neutralidad frente a las presiones externas e internas que pugnaban por su alineamiento con los Aliados.
Esta lucha que involucró al ejército culminó con el derrocamiento de Castillo, quien en su afán de continuar con la tradición conservadora postuló a Patrón Costas, situación esta que exacerbó los ánimos.
En realidad, los que estaban detrás de todo esto, eran los integrantes del GOU (Grupo Organizador y Unificador o Grupo de Oficiales Unidos), dentro del cual se encontraba, entre otros, Juan Perón.
La Revolución de 1943 cambió el rumbo de la historia argentina. El golpe de Estado frustró la candidatura de un norteño perteneciente al viejo patriciado criollo que pudo haber beneficiado a la región.
El ciclo político de esta clase social estaba agotado. A partir de 1943 gobernaron al país los militares y la clase media salida de la inmigración.

### El proyecto peronista y su repercusión en el NOA
La República Argentina debía profundizar los objetivos nacionales de soberanía política pronunciada en la Declaración de la Independencia en 1816.
Para que dicha soberanía pudiera ejercerse en plenitud debíamos lograr la independencia económica a cuyo efecto alentó el proyecto industrialista comenzando por Justo, superador del modelo agropecuario importador desarrollado por la Generación del ’80.
Ejecutó una política de nacionalización de servicios públicos y repatriación de la deuda externa. Así el capital extranjero que en 1913 equivalía al 50% del activo fijo del país, cayó al 5% en 1955.
Toda esta política fue ayudada por el impulso y la importancia que dio a la formación de gremios y sindicatos, que al decir de Álvaro Abós, fueron la columna vertebral. Así, en las elecciones de 1983 que dieron el triunfo al radicalismo en el ámbito nacional, las seis provincias de la región votaron mayoritariamente por las listas del justicialismo.
Durante su presidencia se culminaron las obras ferroviarias de integración con Chile y con Santa Cruz de la Sierra (Bolivia), a la postre, inaugurado por Aramburu en 1958, obras éstas reiniciadas en 1944.
El cambio operado en la vida política fue el carácter policlasista que dio cabida a fuerzas heterogéneas, permitiendo que sectores antes omitidos, tuvieran ahora protagonismo político.
Asimismo, familias del patriciado criollo, antes conservadoras y radicales antipersonalistas (alvearistas) se integraron a las filas del peronismo caso Ricardo Durand, Lucio Cornejo y Roberto San Millán.
Esta composición heterogénea con hombres de distinta condición social, desigual preparación intelectual e intereses diferenciados, originó serios problemas en el partido y en el gobierno.
Faltos de una vertebración ideológica y sin tiempo para decantar sus cuadros directivos fueron las características del peronismo cuando se produjo la conquista del poder en 1945.
Esta situación se resolvió con drásticas intervenciones federales y con notorias purgas dentro de la estructura partidaria.
Así ocurrió en Salta con San Millán y Cornejo, ambos radicales, a los cuales Perón pidió un paso al costado, lo que abrió el camino al gobierno de Durand, quien fue truncado por el golpe de 1955 iniciado por Lonardi y culminado por Aramburu.

### Democracia condicionada y poder militar
Como sucediera en el 30 y en el 43, el gobierno provisional intervino a todas las provincias. El derecho de facto acentuó los perfiles centralistas del gobierno federal desconociendo las autonomías aseguradas por la Constitución, se derogó la reforma constitucional de 1949 y lo propio hicieron los interventores federales.
El peronismo fue proscrito y los otros partidos integraron la Junta Consultiva Nacional.
Se imputaba al “régimen caído” el manejo doloso de los fondos públicos. Se acusó a Perón de haber dejado las finanzas en una situación catastrófica. El aparato productivo estaba intacto. Lo que hizo el gobierno de la Revolución Libertadora fue adoptar medidas orientadas a redistribuir el ingreso en beneficio de los grupos afectados por la política peronista, vincular al país con los círculos financieros y económicos internacionales y desmantelar el aparato intervencionista montado por el peronismo.
El dilema era cómo producir la salida constitucional y evitar el retorno peronista, que a pesar de todas estas acciones, crecía día a día, gracias a la labor de los grupos de la resistencia que, mediante contactos directos o por otros medios, con Perón, fueron creando redes de activa participación clandestina o mimetizada en los sindicatos.
El heredero era el radicalismo que había colaborado en ministerios y gobernaciones.
Se convocó a elecciones para reformar la Constitución, pero la oposición de la UCRI presidida por Óscar Alende dificultó el quorum hasta la disolución de la Asamblea. A pesar de ello, se introdujo el Art. 14 bis donde se consagró el derecho de huelga y el salario mínimo, vital y móvil.
Arturo Frondizi tomó distancia de los militares, pactó con Perón y fue presidente electo en 1958. El período presidencial de Frondizi va a estar condicionado por varias razones: la cuestión militar, el acercamiento al peronismo y la falta de cumplimiento de los aumentos salariales prometidos. Al ser derrocado Frondizi dejaba en marcha el autoabastecimiento petrolero, la planta de SOMISA y el Túnel Subfluvial que integraba la Mesopotamia al resto del país. Además de la sanción del Estatuto del Docente que jerarquizaba esta profesión.
La presión de los militares antiperonistas había logrado su cometido ayudados por el propio Perón que había difundido desde el exilio el pacto con Frondizi y que éste no había cumplido.
La transición de Guido estuvo marcada de presiones militares y las elecciones para un nuevo presidente estuvieron signadas de proscripciones al peronismo y a sus dirigentes. De tal forma que las órdenes de Perón fueron votar en blanco.
Así resultó elegido Arturo Illia por la UCR. Respetó las autonomías provinciales pudiendo así ejercer los gobiernos todas las facultades no delegadas al gobierno federal. Illia prefirió gobernar con su partido y eso acentuó su debilidad estructural. La gestión económica estuvo adscrito a un reformismo gradualista que poco tenía que ver con el desarrollismo de Frondizi o el distribucionismo peronista ni con el libre juego de los liberales. De esa manera, entre 1963 y 1966 el balance comercial dejó un superávit de 500 millones.
En 1965, en oportunidad de las elecciones parlamentarias, el gobierno levantó la proscripción del peronismo. Los triunfos peronistas generaron tensión dentro del ejército llegándose a enfrentamientos entre las faciones “azules” (antiperonismo) y “colorados” (legalidad no peronista), triunfando la postura “colorada” liderada por el Gral. Onganía. Así se depuso al presidente Illia en la llamada Revolución Argentina.
En tanto, en Salta, durante la presidencia de Frondizi, el gobernador Bernardino Biella, enfatizaba las culpas de la crítica situación financiera en los gobiernos anteriores, sobre todo, en el de Durand. Podemos destacar en su gestión la Escuela de Ciencias Económicas y la creación de una Escuela Diferencial.
En 1963 fue elegido nuevamente Durand por el Partido Provincial, que en realidad era un peronismo reciclado y que a pesar de haber ganado, no tuvo mayoría en el congreso.

### Onganía y el desarrollo regional
Los diferentes gobiernos de facto, se acordaban de las provincias solo para intervenirlas. El centralismo político se agudizó y los funcionarios de los gobiernos provinciales eran casi siempre extraños al medio y carecían de compromiso con los problemas locales. En cambio, Onganía optó por conseguir hombres nativos. En Salta, la intervención recayó en el Gral (RE) Héctor D’Andrea.
La administración nacional formuló una política tendiente a la reestructuración del espacio territorial que privilegiaba a las regiones sobre las provincias. Así, La Rioja, pasó a integrar la región Centro – Cuyo. En este período se instalaron las usinas del Dique Cabra Corral. Cuando Onganía, por la revuelta generada por el Cordobazo, fue depuesto, la intervención en Salta recayó en Ricardo Spagemberg.

### El terrorismo y la guerrilla
El proceso político que vivió la Argentina desde Lanusse a Bignone, sustanciado en doce años que contienen un interregno democrático administrado por cuatro presidentes, Héctor Cámpora, Raúl Lastiri, Juan Perón y María Estela Martínez de Perón.
Los grandes temas que se presentaron en el período aquí considerado, especialmente durante la dictadura, llamado con eufemismos “Proceso de Reorganización Nacional”, fueron manejados por el gobierno central según pautas muy precisas: Acta y Estatuto del Proceso que reservaban a la Junta Militar el ejercicio de “poder constituyente”. Así, la restauración de la democracia representativa y federal quedaba postergada para el momento que ese organismo decidiera, instancia sin límite de tiempo.
Provincias intervenidas con gobernadores y ministros militares, funcionarios civiles complacientes con el gobierno, políticas sociales, económicas y educativas dictadas desde Buenos Aires, represión del terrorismo subversivo y depuración ideológica en manos de comandos militares y utilización del instrumento legal de una ley de prescindibilidad, era el panorama instaurado en el país por una junta militar.
El intento conciliador propuesto por Lanusse en el GAN (Gran Acuerdo Nacional) intentando condicionar el peronismo fue en vano. El triunfo del peronismo en la coalición FREJULI fue aplastante. Había triunfado la fórmula: Cámpora al gobierno, Perón al poder. Efectivamente fue así.
La muerte del líder en 1974 desencadenó una escalada de violencia con signos ideológicos contrapuestos. El terrorismo, los secuestros extorsivos de empresarios, el asalto a unidades militares e instituciones bancarias y también el asesinato político fueron episodios casi cotidianos. Los Montoneros, el ERP, las FAR y la AAA fueron las figuras dominantes de la escena política enfrentándose las tres primeras con la última.
La creación de la AAA (Alianza Anticomunista Argentina) por parte de López Rega para intimidar a todos aquellos que no se alineaban con la política gubernamental, de la cual él era artífice nefasto, llevó a los diferentes grupos a enfrentamientos sangrientos. Así cayeron abatido no solo dirigentes sino también exiliados, caso del chileno Prats, general del ejército en tiempos de Allende y el expresidente de Bolivia, Gral. Torres, simpatizante de las ideologías de izquierda. Sus líderes eran Mario Firmenich, Juan Abal Medina, Gustavo Ramus y Armando Vaca Narvaja.
El Ejército Revolucionario del Pueblo (ERP), brazo armado del Partido Revolucionario de los Trabajadores, izquierdista, dentro de la corriente trokista y adherente a la guerra revolucionaria preconizada por Ernesto “Che” Guevara. Esta organización se proponía la toma violenta del poder mediante el método del foquismo (creación de varios focos estables de insurrección armada, delimitadas territorialmente). Su líder era Mario Santucho.
La gravedad de los hechos perpetrados por los grupos guerrilleros, sobre manera el ERP, obligaron al gobierno del provisional del Dr. Italo Luder (la presidente se encontraba de licencia) a dictar la Ley de aniquilamiento de la subversión, dándole todo el poder represivo a las FFAA, momentos preparatorios de lo que ocurriría a partir del 24 de marzo de 1976.
El llamado Proceso de Reorganización Nacional conducido por la Junta Militar integrada por el Gral. Jorge Videla, el Alte. Emilio Massera y el Brigadier Agosti, inició una lucha sin cuartel contra la “subversión apátrida” que no solo atacaba a los militantes de los grupos revolucionarios sino también a todas aquellas personas sospechadas de tales caso de los sindicalistas, periodistas, abogados, estudiantes, obreros, docentes, etc.
El plan, sistemáticamente elaborado, no solo incluía a miembros de las FFAA sino también a la policía, la gendarmería, prefectura y grupos paramilitares y parapoliciales que oficiaron de “mano de obra” en el trabajo “sucio”. Estos grupos denominados “Grupos de Tareas” (GT) dependía de un centro generalmente ubicado en un Cuerpo del Ejército. Hubo casos de enfrentamiento entre estos GT por el dominio de una determinada zona que les otorgaba importancia y poder.

## Los nuevos ricos
Salvador Mazza ha ido sufriendo cambios como consecuencia de su situación fronteriza. El enclave geográfico en el que se sitúa ha generado ciclos positivos y negativos con respecto al asentamiento poblacional.
Hubo muchos movimientos "golondrinas" concordantes con el estado económico de la frontera y a la vez una inmigración definitiva que generó una importante explosión demográfica con los resultados lógicos de ella: problemas habitacionales, alza de alquileres y aumento de trabajo.
Un importante número de esos inmigrantes se dedicaron al comercio cuando la frontera permitía, pero ese florecimiento comenzó a declinar a partir de la implementación de políticas de ajuste.
Algunos volvieron al lugar de origen; otros optaron por quedarse ¿pero cuál era la alternativa, además de continuar manteniendo el comercio?: el narcotráfico. Así fue naciendo esta actividad que creció en la medida que aumentaba la demanda en los grandes centros urbanos, ayudado por las características geográficas de la frontera pero las necesidades de una población en ascenso y con un comercio debilitado por las políticas nacionales,[cita requerida] incrementó notablemente el número de personas y familias involucradas en el negocio. Todo esto se vio favorecido por el alto desempleo producido por la falta de actividad comercial.
Fueron formándose de este modo, clanes con mucha gente a su servicio. Muchos de ellos terminaron en la cárcel por un corto tiempo.
También existen aquellos, que dentro del rubro comercial manifiestan un acelerado crecimiento, anormal para las épocas en que la frontera no registra movimientos importantes y que despiertan ciertas sospechas.
Con el aumento de población se registra un proporcional aumento de droga incautada por las fuerzas de seguridad.
De manera progresiva, estas personas se incorporan a los diferentes círculos sociales de los cuales no son rechazados.
No todo era trabajo.
Antes y durante los años 50, los bailes en lo de Viloria y la asistencia a la heladería artesanal del "Negro" de la Fuente eran los lugares más concurridos, es decir, eran los únicos donde ir a beber un refresco o alguna bebida fuerte.
El bailable de Viloria estaba ubicado en la actual esquina de Independencia y Belgrano. Era una construcción de madera con un patio amplio donde había mesas y la pista de baile y era el lugar ideal para "afilar" que buscaban las jóvenes parejas.
Este poblado que empezaba a crecer y junto a ese crecimiento, las necesidades y requerimiento de esparcimiento, empezaron a formarse los primeros clubes sociales.
Dada la importante población de origen sirio-libanés existente se fundó en 1952 el Club Sirio Argentino. Se encontraba en su actual emplazamiento sobre Avda. San Martín y eran famosas las fiestas que se hacían el 17 de abril, día de la Independencia siria. Durante la década del 60 la Escuela Nacional Nª 249 (hoy Frontera Nª 6) fue elegida como depositaria de la bandera de esa república y las fiestas en esa fecha adquirieron mayor realce. Asistía toda la comunidad sirio-libanesa y local al patio de la escuela y allí se les deleitaba con danzas típicas y números alegóricos; el presidente del club decía un discurso en su idioma que era traducido por otra persona.
Posterior al acto se organizaba una gran comida en el club y finalmente el baile.
El 21 de enero de 1954 se funda el club Centro Argentino, también en su actual emplazamiento sobre calle Belgrano. Funcionaba allí un gran depósito de bolachas de caucho que venían desde Bolivia y posteriormente como depósito de madera para su posterior embarque en el ferrocarril. El mismo pertenecía a José Ase.
Sus salones eran de madera donde se jugaba a las cartas y se hacían reuniones sociales. En el salón principal había un enorme cuadro que recordaba la Revolución de Mayo...
Así se convirtió en el principal centro de reuniones. La gente acostumbraba a ir en horas de la siesta a jugar una lobita, una churuca, la generala o el dominó. Durante la noche también lo hacían pero el juego era más fuerte. Eran famosos los " viernes club" o de solteros ya que se reunían a comer asado y luego se armaban partidas de truco (juego de naipes), póquer y para terminar la noche...pase inglés. Estos últimos se realizaban en un cuartito reservado que se encontraba en el patio y que daba a la cancha de tenis.
Los días domingo eran para la familia, que después de misa se reunían en sus salones o en la vereda y compartían la "picadita". En esos instantes los hombres se olvidaban de jugar.
Eran célebres las fiestas durante los años 60 que animó la orquesta de Jorge Arduth. Pero no eran los únicos bailes; había otros más populares como los de "La Talita " y los de "Charata".
La Talita, llamada así porqué en al vereda había un robusto tala, pertenecía a don José Romero y se encontraba en las calles Güemes y Salta. La pista de Charata del Sr. Rojas se encontraba sobre Avda. San Marín (hoy Hotel Avenida), era famosa por sus bailes de carnaval. Había un gran escenario que tenía como fondo dos mulatas muy voluptuosas bailando en traje de baño...el resto era todo pista...todo baile.
Estas fiestas eran animadas por orquestas como la del "Negro" Peredo (en realidad era un trío). También se cruzaba la quebrada internacional hasta San José de Pocitos para bailar en un pequeño bar llamado "Kusicanqui".
Con el correr del tiempo, durante los años 60 y 70, se fueron abriendo nuevos bailables como el "Recreo La Cabaña" de don Palacios, un hombre de nacionalidad boliviana que era empleado de Y.P.F.B. en la delegación de Pocitos. Hoy, uno de sus hijos, junto a la "Titina", su madre, es continuador de la actividad aunque los bailes solo se realizan en los carnavales.
Otro bailable popular importante era el de don Eleuterio Moya, ubicado en Villa Las Rosas. Este tuvo una permanencia mayor ya que poseía su propia orquesta: Grupo Sensación y esto, en épocas difíciles hacía más llevadera la recaudación. Este conjunto llegó a grabar una larga duración con el apoyo técnico de Juan Carlos Ayala "Juancarlitos".
A principios de los 70 aparece el primer disc-jockey. Este se instaló en el club Madrejones pero el entusiasmo duró poco. No se estaba acostumbrado a bailar con grabaciones. Por ese entonces eran famosas las orquestas de "Los Fénix", "Oro Negro", "Géminis" y otras de menor importancia.
Durante los años 80 se incorporaron los "boliches". El primero en su tipo fue "Nero's 2000" que tenía una fachada similar a la del Coliseo Romano y se hallaba en Bª YPF sobre calle Las Heras.
Las fiestas cívicas eran un acontecimiento de importancia. Esas fiestas se realizaban en el Paseo Güemes debido a que allí se encontraban (y se encuentran) los bustos recordatorios de los Hombres de la Patria. Los desfiles se practicaban sobre calle Belgrano y San Martín. En 1950 se erigió el busto del Gral. San Martín en el lugar donde hoy se encuentra debido a que ese año se conmemoraba el centenario de su muerte. Los otros se fueron incorporando paulatinamente.
Así llegó 1962, año en que se realizó por primera vez un desfile con escolares ya que para entonces se contaba con tres establecimientos educativos (Esc.Nac. Nª249, Esc.Pcial. Nª152 y el colegio secundario). Tras el desfile, la desconcentración y el clásico "rancho criollo" atendido por los docentes y los padres de la cooperadora.
Ya en la tarde, los juegos en la plazoleta, las carreras de bicicleta y el partido de fútbol organizado para la ocasión.
Los mayores disfrutaban la noche anterior con el baile de gala en el Centro Argentino o en la Sirio. Lo emocionante de la reunión se producía en la medianoche cuando se entonaban las estrofas del Himno Nacional Argentino y tras los brindis...los acordes del piano de Jorge Arduth hasta la madrugada.
El primer baile oficial aconteció el 25 de mayo de 1952 y se realizó en los salones del F.F.C.C. (donde posteriormente funcionó la aduana). Allí se reunió toda la población. En momentos de la medianoche se entonó el Himno que fue ejecutado en piano por la esposa del comandante de Gendarmería, Sr. Genovese.

## Marco legal de apoyo
Jurídicamente, "Pocitos" pertenece en la década del 20 al Departamento Orán, según lo establecido en la Ley N.º 853.
Si bien se crea el departamento San Martín, el 29 de julio de 1948, la localidad de Pocitos aún no es declarada municipalidad por no contar con la cantidad de habitantes requerido para ello (2.000 habitantes), dependiendo del Municipio de Aguaray que por Ley N.º 490 del 16 de agosto de 1938 así se establece durante el gobierno de Luis Patrón Costas.
Por Ley N.º 1316, se cambia la designación de localidad de Pocitos por localidad de Prof. Salvador Mazza. y recién se convierte en municipio de tercera categoría durante el gobierno del Sr. Óscar Héctor Costas, el 20 de septiembre de 1951 al sancionarse la Ley N.º 1359 determinándose los siguientes límites:
Norte: República de Bolivia a la altura de los 22° Lat Sur
Este: Línea Luque
Sur: Río Caraparí
Oeste: Paraje Macueta

### Leyes
Referidas al nombre de la localidad y a la creación del municipio.
Ley n° 1359
El Senado y la Cámara de Diputados de la provincia de Salta el 7 de septiembre de 1951 sancionan con fuerza de ley:
Artículo 1°: Créase una municipalidad de tercera categoría en la localidad de “Prof. Salvador Mazza”, departamento de San Martín, con los límites jurisdiccionales siguientes: Norte: límite con la frontera de la República de Bolivia; Sud, Río Caraparí; Este, línea Luque; Oeste, lugar denominado Macueta.
J. ARMANDO CARO (Presidente) SALVADOR MICHEL ORTIZ (Vicepresidente 1° en ejercicio)
Rafael Alberto Palacios (Secretario) Alberto A. Díaz (Secretario)
Por tanto:
MINISTERIO DE GOBIERNO, JUSTICIA E INSTRUCCIÓN PÚBLICA
Salta, 20 de setiembre de 1951.
Téngase por Ley de la Provincia, cúmplase, comuníquese, publíquese, insértese en el Registro de Leyes y archívese.
MICHEL ORTIZ
Pedro de Marco
Ley n° 1316
Promulgada el 3 de agosto de 1951.
Designación de “Profesor Salvador Mazza” a la localidad de Pocitos.
Artículo 1°: Desígnase con el nombre de Profesor Salvador Mazza a la localidad de Pocitos, departamento de San Martín, zona en la que el distinguido hombre de ciencia actuara en sus importantes investigaciones.
Dada en la Sala de Sesiones de la Honorable Legislatura de la provincia de Salta, a los veinte días del mes de julio del año mil novecientos cincuenta y uno.
J. ARMANDO CARO SALVADOR MICHEL ORTIZ
Fernando Xamena (Sec. de la C. de Dp.) Alberto A. Díaz (Sec. del Senado)
TRÁMITE LEGISLATIVO
SENADO – Proyecto de Ley del Señor Senador Mascietti y otros, 22 de septiembre de 1950.
Consideración y aprobación, 30 de septiembre de 1950.
CÁMARA DE DIPUTADOS – Despacho de la Comisión de Legislación General, consideración y aprobación, con modificaciones, 4 de julio de 1951.
SENADO – Despacho de Comisión de Legislación, Asuntos Constitucionales y Códigos, consideración y sanción, 20 de julio de 1951.
Con esta ley, Profesor Salvador Mazza va a tener intendente designándose para tal cargo a don Ernesto Aparicio. Anteriormente existía comisionados que atendían asuntos de tierras, catastros y demarcaciones como así también registro civil. Algunos de ellos fueron don José de La Fuente y don Juan Franco.
En 1973 por Ley 4.816/73 se eleva a segunda categoría a la Municipalidad de Prof. Salvador Mazza sin modificarse sus límites territoriales.
Ley de Primera Categoría
Durante dos años el edificio municipal funcionó en diferentes lugares por carecer de edificio propio hasta que en 1952 por iniciativa del Sr. Ernesto Aparicio, intendente, manda a construir el edificio en el actual emplazamiento. El mismo se realizó en estilo inglés, totalmente en madera, era una obra de arte ya que sus paredes y muebles estaban hechos en palo de escoba. El correr del tiempo la fue deteriorando de manera tal que se hizo prácticamente irrecuperable hasta que se decidió construirla enteramente en material durante la gestión del intendente Francisco Ibáñez. Anteriormente se habían realizado construcciones en mampostería donde funcionaba la oficina del intendente.
Respecto a los partidos políticos, los primeros en instalarse fueron el radical, el Socialista y el Peronista (excepto cuando estuvo proscrito)
Agregar proscripción del peronismo.
Respecto al primero, nos relata don Óscar Rodríguez: "...La U.C.R de Profesor Salvador Mazza es identidad del partido nacional, con 106 años al servicio del país. El Comité después de 1957 toma auge y nos trasladamos a Pocitos, yo presidía el comité departamental de la Región".
Esto ocurrió luego de la reforma de la Constitución del 57 porque anterior a ella el gobierno de la provincia nominaba a militantes de su partido a intendentes. Ni este partido ni el Justicialista tuvieron sede permanente, solo en tiempo de elecciones alquilaba un local como aún lo hacen para fines propagandísticos y de debate. Los militantes difundían sus ideas visitando casa por casa y en los años 60 el intendente era vecino y conversaba familiarmente con todos y todos los apoyaban a dirigir el gobierno, discutiendo, recibiendo opiniones, etc.
Respecto a las elecciones, estas no tenían la cobertura y ni la fuerza de los tiempos presentes, pues los habitantes eran pocos (aproximadamente 2000 en toda la jurisdicción).
3.- Formación del microcentro comercial
La construcción del Ferrocarril internacional General Belgrano, iniciada en el año 42 e inaugurada cuatro años después, acentuó el intercambio comercial entre Argentina y Bolivia. Al respecto don Fuad Darrull describe que: "... la estación del ferrocarril estaba permanentemente llena de vagones, pues no existía una ruta asfaltada que transportase la mercadería ya que la actividad comercial era muy fuerte porque venían de otras latitudes a comerciar y nosotros experimentábamos los productos argentinos para vender a Bolivia".
Su circulación determinó la formación del microcentro con criollos e inmigrantes especialmente españoles y bolivianos y, a partir de la década del 50, sirio-libaneses que radicaron sus almacenes de ramos generales hacia el Este de la Estación ferroviaria originando la zona comercial también denominada "zona industrial" en la cual no se podían construir casas de material sino de madera, en función de que era considerada zona de Seguridad Nacional. Paralela a ella hacia el Oeste crece desde el punto de vista demográfico lo que actualmente se denomina Pueblo Nuevo de este modo el ferrocarril en forma caprichosa incidió en la formación de las cuadras y en el trazado del pueblo.
El ferrocarril más que unir dividió a la población y actualmente lo hace en dos zonas bien diferenciadas y que por una razón u otra, siempre de carácter burocrático no se permitió atravesar las líneas férreas con calles que permitieran enlazar al resto de la población con el centro comercial. Actualmente existen dos pasos habilitados: Al norte, en las calles San Martín y 9 de julio y al Sur San Martín y Mariscal Santa Cruz.

## Una ciudad en crecimiento
Las exigencias de crecer.
El perfil económico nos muestra a "Pocitos" como un poblado en constante expansión que exigía la prestación de servicios esenciales. En razón de esas necesidades la población vio diversificadas sus actividades diarias. Por ejemplo, el quehacer cotidiano comenzó a matizarse con la asistencia a centros educativos, a la "cancha”, a reuniones en clubes y casas de familias, bailes populares, etc... Y también algunos servicios cambiaron: el mechero cedió el lugar a la luz eléctrica, el aljibe al agua corriente, el curanderismo empezó a compartir la atención de los enfermos con la medicina; sin embargo "la quebrada seguía siendo la selva" para los niños del lugar...
El sentimiento de pertenencia de los lugareños, el amor a la tierra, aquello que nos hace sentir que sólo en determinado lugar podemos ser nosotros se corporiza en la zamba a Pocitos, escrita por Manuel Reinaldo de La Fuente en 1970
El cambio no fue drástico ni inmediato sino paulatino, y tampoco fue en lo político, económico y social al mismo tiempo. Se dieron en ritmos diferentes a partir de la evolución de la actividad comercial basada en productos extrarregionales y no en la materia prima ni en los bienes de consumo y/o consumos locales.
El periodo que tomamos para esta etapa parte de mediados de la década del 40 pues un hecho o un año no marcan el pasado de una etapa a otra, ya que los cambios se producen como un proceso que se confunde en el entramado de los tiempos.
Las rutas la unen con el país
b) El comercio: eje de la economía local.
Así, tendremos en cuenta para nuestro análisis histórico los siguientes parámetros:
1 Los ciclos económicos en relación con la política nacional e internacional.
2 La globalización como impacto en los distintos ámbitos de la vida cotidiana de la gente.
3 La manifestación de los proyectos políticos.
4 El aporte de la inmigración, los criollos y aborígenes en la creación de mitos, costumbres y creencias que aún perviven.
Con respecto a los ciclos económicos que dieron lugar a la formación de esta población, se pueden distinguir los siguientes:
El ciclo del caucho (1930-1945)
El ciclo de la madera (1940-1970 y 1995 - continúa)
El ciclo del petróleo estatal (1950-1990)
El ciclo del petróleo privatizado (1990- continúa)
El ciclo del comercio (1940- continúa)
Con sus modalidades particulares de circulación y de protagonistas, cada ciclo ha influido en el desarrollo urbanístico de manera tal que el mismo se ha condicionado fundamentalmente hacia la actividad mercantil y el trazado del pueblo obedeció únicamente a este fin.
Si bien hubo actividades económicas “abrieron rutas y calles”, las mismas no modificaron el trazado con que inicialmente se ideó esta comunidad. Es de destacar, que muchos de los trazados urbanos de entonces aun permanecen en tanto otros ya desaparecieron y solo quedan vivos en la memoria de sus viejos habitantes.

## El caucho inicia el poblamiento
La tierra comienza a tener un valor económico al explotarse sus recursos naturales y por su proximidad con la República de Bolivia lo que permitía un activo comercio. Entonces un servicio de diableros y carreros conocedores de pasos internacionales, recorrían el lugar periódicamente por la llamada "ruta del diablo" (que corría paralela a la actual Ruta Nacional N° 34) utilizando como posta la "Bajada de Zuñiga" que astravesaba la Quebrada de Guandacarenda [Lugar de los zapallos o zapallar en lengua chiriguana] (actual final de la calle Salta), donde descansaban, se abastecían de agua y alimentaban a los animales. Estos participaban del tráfico de caucho proveniente del norte Bolivia y el sur de Brasil, en la región del Beni y del Matto Grosso con los fines de exportación a Europa, vía Buenos Aires. Es necesario acotar que este transporte era sumamente lento desarrollando una velocidad de 3 o 4 km/h y recorriendo una distancia de 15 hasta 40 km según el peso. Se calcula que podían transportar hasta 1,5 tn. Esta actividad se realizó durante el período de entreguerras y finales de la Segunda Guerra Mundial, transformándose en un trabajo prácticamente legal.
Con respecto a su comercio, don Dolores Aguirre, gendarme ya retirado, nos dice que “ el comercio del caucho no era contrabando para nosotros sino para los bolivianos y su comercio era libre en Argentina”.
Sin embargo, de acuerdo a versiones brindadas por don Fortunato Gorena y doña Dora Farfán de Crauzas, “el caucho se contrabandeaba por los cerros durante días en lomo de burro pero su comercio aquí era legal”.
El caucho se transportaba en grandes bolas denominadas bolachas, producto de la envoltura que se realizaba del mismo atadas con lianas o bejucos. Esto denotaba la falta de procesamiento ya que si hubiera atravesado por una planta bien establecida, su forma sería rectangular, similar a las balas de algodón. Había establecimientos que guardaban las bolachas de caucho, otros se encargaban del pesaje, otros de su traslado y otros de su comercialización.
De este modo, la comunidad fue creciendo en torno a esta actividad, en la cual estaban involucradas gran parte de la población y consecuentemente el desarrollo urbanístico se realizó de acuerdo a los requerimientos de esta actividad: grandes galpones y grandes espacios vacíos donde se almacenaba la mercancía y se estacionaban los carros y animales para su posterior transporte. Los transportistas eran denominados “diableros” por el nombre del tipo de transporte usado por ellos, los “diablos” que eran grandes carros arrastrados por bueyes. Algunos viejos pobladores sostienen que tal nombre proviene de la “ruta del diablo” (actual RN 34) por donde transportaban el caucho.
Paralelo a esta actividad se desarrollaron otras tales como la gastronomía y la venta de forraje. Con respecto a la primera, eran “dos o tres comedores donde se servía comida criolla y se expendían bebidas. El vino venía entonces en grandes barriles de roble y se bebía con guarapo, también había chinchibila de naranja o limón y cerveza negra en porrones. También se bebía el sucumbé que era una bebida realizada con alcohol, huevo y leche. Era una costumbre boliviana”.
La venta de forraje, principalmente la alfalfa (“alfa” en la jerga de entonces) duró lo que el tráfico del caucho como un emprendimiento más. Algunos intentaron desarrollar su cultivo pero al declinar la actividad cauchera se dedicaron al maíz y al maní. Generalmente se la cultivaba en la zona de Campo Durán o se la compraba en Tartagal (provenía del sur de Salta o Santiago del Estero) para ser revendida en la zona o en Bolivia. Esta actividad comenzó a decaer promediando la década del ’40 debido a la baja en la demanda (lo que originó una caída de precios) gracias a los avances científicos en esta materia realizados en Gran Bretaña y los Estados Unidos de América para sustituir el producto natural por el sintético y también por la sobre explotación del mismo.
Lentamente, la economía de la población se fue orientando hacia la explotación de la madera y al comercio con Bolivia, que cada vez demandaba más productos alimenticios básicos.
De ese modo, los diableros y los carreros, se convirtieron en transportistas de madera, comestibles y otros productos.

## La comunidad se afianza con la madera y el ferrocarril
Cuando el ferrocarril desplazó al camino de herradura y al transporte a lomo de mula, el desequilibrio regional que ese cambio trajo consigo en lo que respecta a la producción, a la economía y en lo demográfico, se fue acentuando de tal manera que en el Censo Nacional de Población de 1914, una sola provincia, Santa Fe, tenía más población que las seis del Noroeste reunidas. Y dentro de la región, Tucumán albergaba a la mitad, lo que mostraba a las claras la vitalidad de su crecimiento estimulado por el ferrocarril y el despegue agroindustrial consiguiente.
Desde su arribo a Tucumán en 1876 hasta la asunción de Hipólito Yrigoyen como presidente y representante de una postergada burguesía producto de la inmigración europea, la política ferroviaria siguió beneficiando a la Pampa Húmeda y a los polos complementarios de Tucumán y Cuyo.
El tendido de los rieles se hacía a ritmos frenéticos a fin de “...servía a las necesidades de comunicación y transporte de tierras que entraban en producción y de nuevos pueblos que se forman en Buenos Aires y Santa Fe, especialmente...”. De este modo, una intrincada red ferroviaria en forma de abanico con base en Buenos Aires se formó obedeciendo a los intereses de la clase terrateniente y agroexportadora y desatendiendo las reales necesidades del “nuevo país” quedando muchas regiones fuera del tendido con el consiguiente despoblamiento de dicha región por carecer de interés económico para los dueños de la riqueza. Así ocurrió con Catamarca y Tucumán, que gracias al tendido que beneficiaba totalmente a ésta, provocó una permanente inmigración desde ciudades catamarqueñas hacia el Jardín de la República.
En otras, el tendido llegó demasiado tarde, cuando ya su economía se hallaba en franca decadencia y era muy difícil recuperarlas como fue el caso de “Andalgalá y Tinogasta, donde, a la llegada del ferrocarril en 1912, la minería del cobre había muerto y ésta era la principal fuente de riqueza provincial [...]”
“El más grave problema del Noroeste era, en ese momento, su comunicación con el resto del país y con los países vecinos donde estuvieron en el pasado sus mercados tradicionales, Bolivia y Chile. Por ejemplo, el Chaco salteño, de gran valor productivo agropecuario carecía de un medio de transporte moderno para su incorporación al mercado nacional.
En consecuencia, en 1918 los diputados por Salta, Agustín Usandivaras y Moisés Oliva y los de Tucumán, Ernesto Padilla y Miguel Aráoz, elevaron un proyecto de ley para construir el ferrocarril de Salta a Chile. Tal iniciativa fue apoyada por el gobernador salteño Joaquín Castellanos.
Esta obra continuaría la iniciada por el gobierno de Robustiano Patrón Costas (1913-1916) para unir a la Estación Metán, del Central Norte, con el puerto de Barranqueras (Chaco), “que abriría una puerta a la producción salteña hacia el río Paraná”[...]
La resurgimiento de una idea que ya tenía bastantes años (Ley (N.º 4151/07) fue canalizada por el Poder Ejecutivo enviado al Congreso en marzo de 1920 un nuevo proyecto de ley donde obtuvo media sanción pero al ser girada a la Cámara Alta encontró oposición como todo proyecto enviado por Yrigoyen [la mayoría del Senado era contrario al presidente].
Será un propio salteño, el senador Linares quien repare en las dificultadas de la obra, cuestionó que el ferrocarril se hiciera en colaboración con Chile y se manifestó partidario de ejecutarla mediante concesión a una compañía inglesa. Esto determinó que se introdujeran modificaciones que rectificaban el sentido de la iniciativa y así fue sancionada como ley N.º 11.106 pero fue vetada por el presidente, y decidió el 12 de marzo de 1921, disponer por decreto la ejecución de los trabajos.
El Decreto N2 4008, establecía que la administración de Ferrocarriles del Estado quedaba autorizada a iniciar las obras del ramal Rosario de Lerma-Huaytiquina asignándole los recursos necesarios para la primera etapa de 43,520 km (5 millones de pesos).” [...] No aceptaba resignar la facultad de la Nación para definir y ejecutar la política ferroviaria toda vez que la ley sancionada subordinaba esta importante materia a la organización de una empresa privada que debía recibir en propiedad los ramales estatales, más de 6000 kilómetros ubicados en el Norte del país.
Yrigoyen, en su mensaje al Congreso de 1919 señaló [...] “que la red ferroviaria Argentina, con una extensión total de 35.278 kilómetros, donde sólo 6294 pertenecían al Estado, había significado una injusticia y una postergación para el Norte argentino, beneficiando especialmente a Buenos Aires y al Litoral. La política de las concesiones había privilegiado los intereses comerciales de las empresas privadas y no los intereses de la Nación en su conjunto”. Él se proponía reivindicar el manejo de la política ferroviaria para consolidar la unidad política y social de las distintas regiones que conforman la nación, mejorar las economías regionales acortando las distancias de las zonas productoras a los mercados de consumo, reactivar la economía de zonas marginales a través de nuevos ramales y lograr que el ferrocarril estatal actuara como regulador del transporte ferroviario. Para concretar esos objetivos designó como administrador de ferrocarriles del Estado a Domingo Fernández Beschted, autor de los estudios sobre el Trasandino del Norte ordenados 15 años antes mediante Ley 4693.
El proyecto de ley enviado por el Poder Ejecutivo al Congreso el 3 de marzo de 1920, decía que la construcción del ramal trasandino por Huaytiquina se proponía resolver los siguientes problemas:
- Las provincias de Salta y Jujuy, situadas a sólo 700 km del Pacífico por la vía de Chile, se veían obligadas, para exportar su producción, a recorrer una distancia mucho mayor, 1600 km hasta Buenos Aires, lo cual encarecía notablemente los costos de comercialización por el pago de fletes casi prohibitivos creando desventajas notorias para la competencia en el mercado del Litoral.

- La apertura del Canal de Panamá había incrementado la importancia de los puertos y mercados del Pacífico, lo cual no sólo beneficiaba a las provincias del Norte argentino sino que abría nuevas perspectivas para el comercio continental.

- La construcción del ferrocarril desde Rosario de Lerma hasta Huaytiquina para salir al puerto de Antofagasta (Chile) permitiría la recuperación de un mercado tradicional del Norte argentino, y debía complementarse con otros ramales que se hallaban en ejecución, Formosa-Embarcación y Barranqueras-Metán. Esto significaría dar nacimiento a un ferrocarril intercontinental que unirá el Atlántico con el Pacífico y materializará la integración federal de dos regiones argentinas: el Norte y el Nordeste, ubicada ésta sobre los ríos Paraguay y Paraná.

4) El ramal de Embarcación debía perfeccionarse llevando esa línea férrea hasta Yacuiba (Bolivia) con lo cual los Ferrocarriles del Estado contribuirían de manera efectiva a la integración continental. Ese había sido el pensamiento de los dos libertadores de América: José de San Martín y Bolívar.
De esa manera se puso en marcha el proyecto. El propio Yrigoyen se ufanó tiempo después de la importancia de este emprendimiento: “Única obra de esa trascendencia hecha sin empréstito y sin necesidad de traer técnicos extranjeros... que demuestran la capacidad y potencialidad del país para realizarse en actitudes infinitamente superiores al pasado, de todo lo que estuve siempre convencido”.[cita requerida]
Los juicios más elogiosos vinieron de Chile. El presidente Arturo Alessandri se hizo eco del sentimiento de su pueblo expresando en su mensaje al Congreso de 1922 su total conformidad con las obras, la importancia que revestían como símbolo de unión de dos países hermanos y las recíprocas ventajas económicas que traería apareada la construcción del Trasandino del Norte. A través de ese ferrocarril la Argentina podía abastecer a Chile de productos vitales para una región esencialmente minera: ganado en pie, carnes enfriadas, cereales, frutas, hortalizas: las ciudades norteñas del país trasandino podían ofrecer en intercambio cobre electrolítico, azufre refinado, salitre, yodo, pescado fresco y en conserva, material refractario, artículos de loza y productos medicinales.”
No sólo eso, también se abrió una nueva puerta para las provincias mediterráneas del NOA, la del Pacífico, lo que permitía abrirse a nuevos mercados y a otros no tradicionales, además de recuperar los habituales mercados de Chile y Bolivia.
Esta obra se complementó con el Trasandino con Chile, que incluía también al ramal de Neuquén a Chile por Lonquimay, mediante un acuerdo firmado en 1922 donde se fijaban las tarifas para el tráfico de mercaderías y los productos que comprendería ese comercio bilateral.
El proyecto inicial que tenía como estación de enlace a Huaytiquina fue modificado para establecer el punto fronterizo en Socompa, pero en el lenguaje popular fue llamado siempre el ferrocarril de Huaytiquina. 21 túneles, 31 puentes de acero, 13 viaductos con 1270 metros de desarrollo y 7 cobertizos,[cita requerida] sumados a las obras de defensa y alcantarillas dan una idea de la magnitud de esta obra, la más importante de la ingeniería ferroviaria argentina. Ella tuvo continuidad durante los gobiernos radicales hasta 1930, en que fueron suspendidas por las administraciones nacidas del golpe de Estado del 3 de septiembre.[cita requerida]
La política ferroviaria de la restauración conservadora no le asignaba prioridad. Al comenzar el gobierno peronista las obras fueron reflotadas hasta su conclusión con el nuevo trazado por Socompa. El 20 de febrero de 1948 el ramal fue oficialmente inaugurado con asistencia del ministro de Obras Públicas de la Nación, general Juan Pistarini, del gobernador de Salta Dr. Lucio Alfredo Cornejo y el alcalde de Antofagasta, Sr. Juan de Dios Carmona."
En la actualidad los gobiernos del NOA continúan con esa política de apertura hacia el Pacífico. Así lo demuestran los pasos abiertos en San Francisco, Sico y Jama, que permiten el comercio de productos tradicionales del NOA, con países de Oriente.
La construcción del ramal C14 desde Tucumán a Embarcación y desde ésta hacia Formosa y a Yacuiba, gran parte del Chaco Salteño se integró de manera definitiva aunque muy precaria, con el resto del país.
En su discurso del 8/5/1902, al Congreso de la Nación, el presidente Julio Argentino Roca expresó la necesidad de que sea el Estado quien no sólo explote los ferrocarriles, sino también se encargue de las tarifas a pesar de que las mismas eran impuestas por las empresas particulares perjudicando notablemente a las provincias del interior. Le daba así la razón a la ley sancionada en 1900 por la cual la administración y explotación eran sometidas al Ministerio de Obras Públicas. A pesar de ello, la ley que autorizaba la creación del ferrocarril hasta Bolivia se hiciera por medio de capitales privados a cuenta de la Nación.
Esta obra recién pudo ser concretada en 1944, creándose a los fines una Comisión Mixta Argentino – Boliviana para llevarla a cabo.
En la década del ’20 el ferrocarril llega hasta Aguaray primero como tren de carga y luego como tren de pasajeros generando lo que siempre ocurrió: sirve a asiento a nuevas poblaciones pero a la vez hace desaparecer otras como es el caso de Campo Durán y cuando el tendido ferrovial llegó hasta Pocitos, empezó a decaer Tobantirenda.
La vuelta de la oligarquía agroexportadora había puesto los ojos nuevamente en el puerto para las exportaciones de carnes y cereales a Europa, de tal forma que los proyectos encarados que beneficiasen al interior fueron postergados. Finalmente, a finales de la década del 30 y principios de la del 40, se vio concretado el sueño del ferrocarril.
Las estaciones de Piquirenda, Aguaray y Tobantirenda ya estaban construidas como así también el puente carretero sobre el río Caraparí. En esta obra trabajó una cuadrilla de más de 60 operarios. Otras cuadrillas realizaban tareas de desmonte, preparación del terreno, tendido de vías, construcción de alcantarillas, etc.
Para la construcción del puente se traía la piedra desde la bomba de agua del Caraparí mediante una red de vía angosta que se portaban en carretones de hierro; las piedras eran labradas por seis picapedreros que a la vez eran albañiles y dirigentes de la ubicación de las piedras en la estructura. También había una máquina trituradora de piedras para ripio grueso y fino. Los durmientes se traían de Santiago del Estero”.
Paralela a las vías ferroviarias, Vialidad Nacional licita la construcción de la ruta 34 ya que ésta llegaba hasta Pichanal con un hermoso asfalto.
Desde allí, en la década del ‘30 todavía se hacía presente el martirio para los camioneros y viajeros, sobre todo en tiempo de lluvias donde no podrían atravesar arroyos y ríos crecidos.
Vialidad Nacional licita la construcción de la ruta 34 adjudicando a la Empresa Vicente Robles S.A. con un monto de $150.000.000”.
Para concretar el anhelo de llegar con el tendido ferroviario hasta Santa Cruz de la Sierra, se crea un organismo binacional argentino – boliviano denominado “Comisión Mixta” cuya sede administrativa se encontraba en Yacuiba y que perduró hasta el 13 de diciembre de 1989.
En ella trabajaron ingenieros, técnicos y políticos que diseñaron el tendido ferroviario “en virtud de un acuerdo celebrado entre los gobiernos de Argentina y Bolivia el 10 de febrero de 1941, sobre vinculación ferroviaria y cuyos orígenes anteriores se remontan a los tratados de 1894 y 1906, este último conocido como Rodríguez Larreta - Guachalla, pasando por numerosos trámites de intención que determinaron una convención preliminar ferroviaria encomendándose a ferrocarriles Argentinos practicar los estudios del trazados de líneas desde Embarcación”.
Los trabajos se iniciaron en 1944 bajo la dirección de los ingenieros Mora (Arg.) y Quesada (Bol.) en un primer tramo que uniría las poblaciones de Yacuiba y Villa Montes.
Placa que se halla en la Estación de Trenes “Pocitos”. 

El día 30 de mayo de 1944 se inicia la construcción de este ferrocarril en Pocitos, República Argentina. El día 9 de julio de mismo año, aniversario de la Independencia argentina, los rieles llegaron a la frontera de la República de Bolivia como nuevo y efectivo vínculo que reafirma la tradicional confraternidad entre los gobiernos de los pueblos de ambas naciones y acrecentará su intercambio cultural y comercial.

Se requería de mucha mano de obra que alguna manera aumentaba el presupuesto. Muchos collas se integraron al trabajo debido a que las minas del altiplano se cerraron como consecuencia de la retracción de los mercados compradores de los minerales bolivianos, además de la estatización de otras en función de la política estatizante del presidente Paz Estensoro, quedando debilitada la economía nacional a pesar de los esfuerzos realizados.
Muchos fueron los obstáculos que debió sortear esta empresa: lluvias torrenciales en verano, calor agobiante, suelos arenosos y poco sólidos. Pero el escollo más fuerte fue el de atravesar el río Pilcomayo, en las cercanías de Villa Montes.
En septiembre de 1947 se concreta la conexión con el vecino país con la inauguración del Ferrocarril Gral. Belgrano, proyecto sostenido por la Comisión Mixta desde años antes, en un acuerdo en 1943 entre los presidentes Castillo y Peñaranda, de Argentina y Bolivia, respectivamente.
Inauguran la primera línea de transporte de pasajeros con paso hacia Bolivia Juan Domingo Perón como presidente de la Nación, acompañado de su esposa, Eva Duarte de Perón.
La delicada situación económica por la que atraviesa la Comisión Mixta consecuente de la economía argentina en el año 1955, obligó al ingeniero Mora a enviar nota al Ministro de Transporte de la Argentina, haciéndole conocer el estado en que se encontraba la institución, teniendo en cuenta que debía afrontar el pago a 1700 obreros a los que se les adeudaba por más de tres meses de sueldo.
Presenta la renuncia pero Perón no la acepta, autorizando a la vez girar los fondos reclamados inmediatamente.
El 19 de diciembre de 1957 los Presidentes de Argentina, Gral. Pedro Eugenio Aramburu, y de Bolivia, Dr. Hernán Siles Suazo inauguran la línea ferroviaria, entregándose a la vez medallas de oro y plata a personas que tuvieron un desempeño importante en esta labor internacional.
La llegada del ferrocarril a la zona significó el avance de poblaciones hacia la frontera en busca de recursos forestales, impulsados por compañías como La Forestal, dando lugar a la formación de poblaciones como Tartagal, Aguaray y Prof. Salvador Mazza y la desaparición de otras (forzadas por no pasar el ramal por ellas) tal es el caso de Campo Durán.
En esos momentos, la principal actividad era la agroganadera y se realizaba a muy baja escala. El principal comprador de ganado y mercaderías en general era Yacuiba. Lo demás se colocaba en Embarcación u Orán. Generalmente se producía para el consumo del criollo afincado en la zona.
Corría la década del 30 y la explotación de madera comenzó a ser la actividad básica de la economía de la zona. Tartagal era uno de los principales compradores y las especies más buscadas como quebracho, quina, cebil, palo blanco y lapacho eran extraídas del "Rosedal" (hoy YPF). La madera llegaba desde la localidad hasta Tartagal que era el fin del ramal ferroviario “Gral. Belgrano”.
Este producto tenía como destino final el sur del país, como complemento de la explotación forestal en la zona del monte santafesino y chaqueño, lugar de emplazamientos de obrajes ingleses como “La Forestal”. Se destinaban a la construcción de viviendas y mueblerías; el ferrocarril era un gran consumidor, pues requería quebracho para sus durmientes. En razón de ello se instalan en las tierras aledañas al ferrocarril los primeros aserraderos. Don Ernesto Aparicio fue el dueño del primer aserradero de Salvador Mazza dedicándose posteriormente a esta actividad don Óscar Rodríguez y don Octaviano Barroso.
El trabajo en los obrajes era muy sacrificado. Se instalaron en ese lugar indios de Aguaray, Campo Durán y Caraparí como mano de obra barata...como este lugar " era de mucho trabajo", toma nombre de <El Obraje>... allí se trozaba la madera y almacenaba durante la época de lluvia, pues en verano era imposible transitar las picadas por el barro".

## La explotación forestal
Los obrajes.
Llámase obraje, un establecimiento destinado al corte y labranza de maderas, en bosques donde reina la penumbra eterna.
Mereciendo atención esta faena que, por el momento, constituye la única industria del chaco, examinaremos de paso lo ella significa.
El personal del obraje se compone de un capataz de maderas y otro de carros y peones.
La peonada se divide en tres categorías: picadores, labradores y carreros.
Al internarse el capataz en el monte, va señalando con un machete los árboles que deben ser tumbados, lo que practica el picador con el hacha. Tras éste sigue el labrador que, a hilo y tiza cuadra la viga hasta dejarla derecha como una regla, operación que requiere destreza puesto que al menor descuido puede llevarse el pie derecho del hombre. Llamase varadero la picada abierta a fuerza de hacha y machete para que penetre el carro a retirar los palos y empostarlos o apilarlos en la ceja del monte o puertos de planchada. Aquel, que de ordinario es arrastrado por dos yuntas de bueyes, consta de dos ruedas, eje y pértiga, al que se enganchan las vigas por medio de cadenas pasadas por la parte de abajo, para facilitar y equilibrar la carga, empinando el pértigo y luego la culata. El conjunto del carro se denomina alzaprima.
[...] En algunos obrajes existe un pequeño depósito de artículos de tienda, almacén y ferretería, que se expenden, para descontarse del jornal, con el recargo imaginable, haciendo disminuya éste considerablemente por el consumo, en especial, de lienzo, zaraza y vicios que con un valor y resignación ejemplar comparte aquella vida de penalidades en el ranchito de totora o bajo el humilde mosquitero. La mujer es allí el único consuelo del infeliz peón obrajero, expuesto a la intemperie, a los reptiles, las fieras y a los indios, porque trabaja casi desnudo, en lo más apartado de la selva, sin otra compañía que sus perros (obligados a mantenerse con las alimañas que se procuran) y un fusil viejo para mariscar los domingos o defender su mísera existencia [...].
Este relato, si bien no corresponde a lo que en nuestra zona ocurría, refleja de una manera u otra, el modo de vida y la organización de los obrajes madereros.

## El petróleo
El petróleo en Salta (1880 -1930).
El primer gobierno radical en la Provincia de Salta, luego de la intervención nacional a la administración de Abraham Cornejo (1916- 1918) recae en manos del Dr. Joaquín Castellanos (1919 - 1921). Combatiente fogoso, había participado en la Revolución del 90 y nunca dejará de vanagloriarse por ello. Allí estrechó amistad con los viejos líderes que encabezaron el movimiento del Frontón Florida contra Juárez Celman. Dentro del mismo, tuvo cierta relevancia, pues dirigía la publicación del movimiento “El Argentino”.
Recordará al mitrismo como ejemplo de partido apostólico. Poseído de las ideas del positivismo y el evolucionismo, teñirá sus escritos con los problemas biológicos y raciales. Su radicalismo devendrá más tarde en antipersonalismo, y atacara con denuedo a Yrigoyen. Su personalidad se completa con el talento literario que le hizo ganar lauros en diversos certámenes desde su juventud Su irreligiosidad declarada provenía de sus prácticas masónicas, llegando a ser presidente del Primer Congreso de Estudios Masónicos.
Este gobernador fue un convencido demoliberal de la época, quien creía efectivamente en el equilibrio que debería existir entre los derechos del individuo y los derechos de la comunidad.
Caracteriza correctamente Castellanos la sociedad regional cuando afirma que “en Salta y Jujuy quedan rincones de vida colonial y grotescos reductos del virreinato, cuyos sostenedores y beneficiarios se defienden a la desesperada tras los fosos de una vetusta fortaleza política, sostiene sin embargo a causa de la benignidad y contemporizaciones de los que representan y dirigen las fuerzas colectivas”.
Analiza la condición de vida del peón de campo de Salta y la región equiparándolo con el siervo de la gleba del sistema feudal, siendo un crítico de la elite desde la perspectiva política, social y económica y sobre todo en el aspecto cultural - educativo, donde remarca la negativa de los grandes propietarios de la tierra para construir escuelas dentro de su territorio
Según Caro Figueroa, todas las debilidades del radicalismo provienen sin duda de su origen precapitalista, de ser la encarnación de un proyecto de nacionalismo agrario defensivo; y que su cuestionamiento al régimen llegaba a un tope fijado por el cuestionamiento de la renta en lo que hace a su reparto pero no a su fundamento mismo. Con lo cual la renta oligárquica se redistribuía entre los sectores sociales que buscaban un lugar bajo el sol”.
Durante el gobierno de Castellanos se organizaron las funciones del Archivo Histórico de la Provincia por decreto N° 651 del 15 de enero de 1920, a fin de preservar el patrimonio documental de Salta, procediendo a su conservación y ordenamiento en los repositorios a tal fin. Se sentaron las bases para la Escuela de Manualidades y el 29 de octubre de 1920 se fundó la Biblioteca Provincial Dr. Victorino de la Plaza.
Al respecto, Cadena de Hessling, sostiene que «en junio de 1921 se creó el Departamento Provincial de Trabajo y se dictó la ley N°1031 de Protección al Trabajo en la que entre otras disposiciones se encontraba la referente al pago de salarios que debe hacerse en moneda corriente y no en vales, bonos, fichas, etc. como se acostumbraba. Este hecho que condicionaba la libertad de los trabajadores y los sumía en una suerte de situación esclavista”. [...] “También se prohibió a los patrones sustraer de la escuela a los hijos de los peones para ocuparlos en tareas menores y se estableció la libertad de venta de las cosechas al mejor postor. Se amplió, por otra parte, la ley Nacional de Accidentes de Trabajo con disposiciones acordes al ámbito local”.
[...] “La ley 1.031 se la conoce como Ley Güemes por haberse dictado en el mes de junio, mes del aniversario de la muerte del General. Esta y otras leyes sociales trajeron como consecuencia la oposición de los sectores patronales y conservadores que se sentían afectados por estas medidas de avanzada legislación obrera”.
En octubre de 1921 se produce la caída de Castellanos como desenlace de un juicio político en su contra pergeñado por una coalición de elementos opositores tanto conservadores como radicales quienes consiguieron bloquear la mayoría de los proyectos legislativos del gobernador acelerando aún más su caída la ruptura con el Presidente Yrigoyen, a partir de su decisión de no apoyar las posturas "personalistas» del primer mandatario, acercándose con el tiempo al entorno del alvearismo durante el periodo 1922 - 1928. Luego de la caída, tuvo que huir de la provincia vestido de sacerdote.
Desde la época colonial, y en la zona que comprende el actual territorio argentino, se conocía la existencia de petróleo, pero recién a partir de la segunda mitad del S. XIX aparecen los primeros intentos para proceder a su explotación.
Los orígenes de nuestra industria petrolera son, pues, relativamente tempranos. En 1865, esto es, a sólo seis años de la perforación del primer pozo de petróleo en Pensilvania (EE. UU.), se constituía en el norte argentino la Compañía Jujeña de Kerosén, primera de tal género en nuestro país.
La sociedad entre los señores Altgelt y Méndez intenta explotar depósitos de hidrocarburos en la Provincia de Salta y Jujuy (6). En 1907 a partir de una intensa búsqueda de napas de agua en la Patagonia se produce el descubrimiento de petróleo en Comodoro Rivadavia con maquinarias.
El historiador Rumbo dice que “al no prever el Código de Minas, la existencia de la riqueza subyacente de los hidrocarburos, necesariamente perturbaría por muchos años el desarrollo de la nueva industria, sometida a los vaivenes cambiantes de las interpretaciones y de los intereses contradictorios. Los artículos 7 y 9 sientan principios generales sobre la propiedad y la disposición de las minas dentro de la más pura concepción liberal en franca contraposición de las mejores tradiciones del derecho colonial hispánico.
Artículo 7 - Las minas son bienes privados de la Nación, o de las provincias según el territorio en que se encuentren.
Artículo 9 - El Estado no puede explotar ni disponer de las minas, sino en los casos expresados en la presente ley.
« Al apartarse el codificador del derecho histórico en sus más puras tradiciones, de que las minas pertenecían a la Nación debilitó al poder político y al pluralizar la propiedad del subsuelo, posibilitó un desarrollo futuro inorgánico, de enfrentamiento de un poder económico concentrado, a un poder político pluralizado.
Tales habían sido los antecedentes históricos de la Argentina en donde se ratifica el dominio de la Nación: La Asamblea General Constituyente de 1813 y el Reglamento Provisional de 1817.
Al descubrirse el petróleo por el Estado en un territorio nacional bajo su jurisdicción, no hubo conflicto alguno en cuanto al artículo 7 empero, sí lo hubo en lo que hace a su gestión directa, pues le estaba prohibido disponer de las minas por el artículo 9 del código.
Durante muchos años los yacimientos carboníferos del sur de Gales (Gran Bretaña) fueron los que abastecieron de materia prima energética a la economía argentina hasta antes de la Primera Guerra Mundial; este aprovisionamiento barato y estable hizo que el gobierno nacional no tomara ninguna medida para explotar los recursos del carbón en el sur del país. Sólo se consumía un 5% de energía derivada del petróleo un poco antes del Primer Conflicto Mundial (1914-1918)
En el año 1911 aparece una Compañía petrolera de EE. UU., subsidiaria de la Standard Oíl de Nueva Jersey, denominada West India Oíl Company (WICO) que ingresa en el negocio de la refinación petrolera argentina adquiriendo el control de la Compañía Nacional de Petróleos Ltda. (CNP) que respondía a capitales nativos. Hacia 1917 la WlCO (por medio de la CNP)g llegó a proporcionar el 95% del kerosene y el 80% de la gasolina argentina.
Una vez que la acción oficial permitió advertir la importancia del petróleo patagónico, la iniciativa privada decidió organizar las primeras compañías en Comodoro Rivadavia. Hasta 1916, empero, sólo fluye petróleo de los pozos fiscales. A partir de ese año, dos compañías, la Astra y la Compañía Argentina de Comodoro Rivadavia, inician la extracción particular en el área. Sin embargo, hasta la finalización de la Primera Guerra Mundial, el hecho dominante en la actividad desarrollada por el sector privado no es la exploración y explotación sino el acaparamiento con fines puramente especulativos, según lo denunció el ingeniero Huergo en un célebre informe.
Esta fue la primera penetración del capital norteamericano relacionado con la refinación, distribución y venta del petróleo, pero a fines de la Primera Guerra Mundial sus compañías petroleras manifiestan de manera acabada el interés por conseguir y explotar concesiones sobre arcas petrolíferas en nuestro país.
Para Mayo, Andino y García Molina “la Guerra Mundial trajo aparejada, en el orden local, la escasez y carestía del carbón importado, combustible por excelencia de nuestras industrias y ferrocarriles, incrementando el uso de leña y petróleo argentinos como recursos energéticos subsidiarios.
A fines del Primer Conflicto Mundial se va a producir la entrada masiva de los capitales extranjeros en nuestro país donde aparecen nuevos consorcios internacionales como la Royal Dutch, Shell, la Anglo - Persian y otras compañías europeas dispuestas a competir con las inversiones norteamericanas.
En Salta, la existencia de petróleo es conocida desde tiempos remotos y desde la concesión en 1882 a los Sres. Altgelt y Méndez le corresponde luego al Sr. Francisco Tobar ser el iniciador de la primera explotación de petróleo en la Provincia en 1908.
“Por decreto del 3 de octubre de 1911, el gobernador, don Avelino Figueroa dispuso suspender la admisión de solicitudes de cateos de petróleo, estableciendo las primeras reservas provinciales. Quedan de esta suerte bajo protección una superficie de 460.000 ha...”
En 1918 el gobernador Abraham Cornejo “deja sin efecto el decreto de reservas de su predecesor don Avelino Figueroa” [...] “y ofrecer nuevas oportunidades al capital particular”.
[...]“Consecuente con esta disposición de gobierno de abril de 1918, las empresas particulares inician sus pedimentos de cateos y entre ellas la Standard Oíl es la que acredita la mayor diligencia minera en intensa actividad exploradora. La misma empresa hace acto de presencia en el sur de Bolivia, casi simultáneamente con sus pedimentos en Salta. En 1920, sus equipos de geólogos e ingenieros obtienen de Bolivia concesiones que suman 1.000.000 de ha en la zona más presuntamente petrolífera del país y de alto interés geológico”
El Presidente Yrigoyen a partir de junio de 1922 inició una política de reorganización administrativa con respecto a la industria petrolera del Estado. El mandatario tomó en cuenta, que a partir del fin de la Primera Guerra Mundial y luego del tratado de Versalles de 1.919, las potencias vencedoras intensificaron la lucha geopolítica para la dominación de los recursos de hidrocarburos en casi todo el mundo, esta “competencia” que no era tal, sino que se trataba de la monopolización por los grupos europeos (Royal, Deutch-Shell) del petróleo del golfo Pérsico y de la poderosa compañía Standard Oíl de Norteamérica que pretendía el petróleo de América Latina; ante esta situación el radicalismo suprimió la Dirección General de Explotación del Petróleo de Comodoro Rivadavia, creándose en su lugar la Dirección General de Yacimientos Petrolíferos Fiscales, haciéndose cargo de la industria petrolera estatal.
La etapa del alvearismo (1922 - 1928) genera una nueva dinámica de desarrollo para Y.P.F. quedando como director de la compañía el entonces coronel (después general) Enrique Mosconi perteneciente a un grupo de oficiales del Ejército que comenzaron a influenciar políticamente por la industrialización de la Argentina.
“En resumen: los temas básicos del nacionalismo económico argentino, incluyendo la industrialización, la autosuficiencia económica, la hostilidad al capital extranjero y la necesidad de la presencia de un Estado activo en la promoción de la empresa pública, aparecen en el ejército argentino durante la década de postguerra. En lugar de una economía dominada por el tradicional comercio agrícola de exportación, que condenaría a la Argentina a un rango inferior entre los países, los representantes del nacionalismo económico del ejército querían una nación industrializada, militarmente poderosa, cuya fuerza económica pudiera basarse en la explotación de sus recursos minerales y energéticos, en su mayor parte aun intactos”.
Los representantes del nacionalismo económico del ejército argentino estuvieron antes que el nacionalismo de derecha de Lugones, y fueron más capaces y pragmáticos en sus concepciones que la ideología de una parte de la elite impregnada de una visión fascistoide y europeizante de la realidad nacional.
“Los trabajos cumplidos en los departamentos de Anta, Orán y Metán, ratificaban la existencia de afloramientos superficiales y de esquistos bituminosos por los estudios geológicos cumplidos por la Nación. El gobierno de Salta, ante el peligro del nacimiento de derechos nuevos con espíritu acaparador y sin propósitos de trabajo efectivo, se vio nuevamente abocado a la necesidad de imponer un nuevo ordenamiento minero. Ante un ofrecimiento de la Standard Oíl de un 10% de regalías sobre el petróleo que se obtuviera a cambio de una concesión de 20 años de 90.000 ha de tierras fiscales, el gobernador don Adolfo Güemes por decreto N° 246 del 12 de diciembre de 1924 declara suspendida por cinco años la admisión de solicitudes de cateos para petróleo y demás hidrocarburos fluidos. Delimita una extensa zona dentro del territorio de la provincia declarándola como RESERVA PROVINCIAL...”, acto éste que es corroborado por el presidente.
“El gobernador don Adolfo Güemes, en pleno acuerdo con el presidente de la República Marcelo T. De Alvear fija para la provincia de Salta, idéntica política que la de la Nación”.
“La nueva reserva cubre una extensión de 9.000.000 de hectáreas. El decreto reglamentario de la tramitación de solicitudes mineras está informado del mismo espíritu del decreto de la Nación del 10 de enero de 1924...”
Sin embargo estas medidas tomadas dentro del marco político de la Provincia de Salta tendrá efectos de una corta duración coyuntural.
En 1925 le sucede al radical Güemes el gobernador conservador Joaquín Corbalán (1925 - 1928), cambiando sustancialmente la situación en materia petrolera. Este hombre junto a uno de sus ministros, el Dr. Alberto Rovaletti favorecerán notoriamente los intereses de la Standard Oíl con la sanción del decreto N° 3036 del 12/12/25 por el cual se le otorgaban permisos especiales de explotación de áreas petroleras que generará un duro enfrentamiento con el presidente de YPF, el Gral. Enrique Mosconi, y que a la postre, terminará con la enajenación de la explotación petrolera y en el ámbito político con la caída del Presidente Hipólito Yrigoyen.
“Hombre de la oligarquía lugareña, el nuevo mandatario reinició la política de concesiones: entregó más de 30 a testaferros de la Standard y se negó a rechazar un convenio propuesto por Y.P.F., al aducir que no era persona jurídica y el Estado no podía explotar pertenencias mineras, según el Código de Minas. Se sacó a relucir el federalismo, pues se acusaba al centralismo porteño de querer apropiarse del oro negro provinciano, mientras que se otorgaban gracias a la Standard a cambio de ínfimas regalías. El dominio de la empresa norteamericana era tan visible, que el diputado nacional yrigoyenista Jorge Paul Rodríguez llegó a denunciar en la Cámara los carteles pegados en pueblos del interior salteño el año 1.926 por la Standard Oíl, que ofrecía $ 5,000 por cabeza, vivos o muertos a quienes entregaran los culpables del asesinato de tres empleados de la compañía, en un hecho criminal común”.
Para las compañías británicas era imperioso detener el avance y la penetración norteamericana en el norte argentino, ya que tenían información geológica en cuanto a que las agrupaciones petroleras del sur boliviano se internan con profundidad en el territorio argentino. Inglaterra no quería perder terreno en lo que respecta a su posición importadora de carbón desde las islas hacia el mercado argentino.
Esta situación lamentable, solamente fue reparada con el advenimiento al gobierno del doctor Julio Cornejo en 1928. El 16 de julio de ese mismo año, a poco de asumir, decretó la caducidad de los permisos otorgados a las compañías particulares, y derogó los anteriores. El 15 de octubre de 1929 prorrogó la vigencia de las reservas petrolíferas fiscales y el 26 de abril de 1930 terminó con los abusos de las denuncias de minas ante simples afloramientos. Todo esto le valió un sonado juicio ante la Corte de la Nación defendida la provincia por el doctor Silvio Bonardá y la Standard Oil por el doctor Rómulo S. Naón”.
Durante su segundo mandato, Yrigoyen intentó la nacionalización del petróleo a partir de un debate en el Congreso, pero tuvo la oposición acérrima de los diputados conservadores, antipersonalistas y socialistas, aunque el 18 de septiembre de 1928 se aprobó en diputados la expropiación a los particulares sobre las concesiones petrolíferas por 79 votos contra 17.
Sin embargo, esto no prosperó y muchos radicales pensaron que la teoría de Mosconi de hacer de Y.P.F. una sociedad mixta era el camino más adecuado. El golpe del 6 de septiembre de 1930 terminó con el gobierno de Yrigoyen.

### El oro negro
Pocitos tenía petróleo pues esta zona estuvo hace muchos años (en la era mesozoica) cubierta por aguas marinas cuyos organismos, al retirarse las aguas fueron cubiertos por sedimentación continental, dando lugar a la formación de este recurso natural no renovable que salió a la luz con el plegamiento andino al sobrecorrerse los anticlinales subandinos.
La Cuenca del Noroeste y la Cuenca de Tarija, en general, y en especial, las Sierras de Aguaragüe son ricas en petróleo y gas. Esto despierta el interés de empresas multinacionales en su exploración y explotación en las primeras décadas de este siglo, porque de estos recursos, especialmente del primero, se obtienen, derivados combustibles requeridos por la industria automotriz, en auge en los países industrializados. La Standard Oíl Co., “el monopolio petrolero” del norteamericano Rockefeller extendía sus redes sobre Latinoamérica, donde los estados aún no tenían una legislación que protegiera los recursos del subsuelo. Esto ocurría por la relación de dependencia de estos países definida en la División Internacional del Trabajo como productora de materia prima. Argentina no era una excepción y a pesar de los esfuerzos del Gral. Enrique Mosconi y de Hipólito Yrigoyen durante su 2.ª Presidencia, que toman cuerpo la creación de Yacimientos Petrolíferos Fiscales y en el proyecto de Ley de Petróleo de estos recursos. La Standard Oíl mantiene los derechos de exploración y explotación de petróleo en la Cuenca del Noroeste obtenidos en la primera década del S. XX, al aprobarse el proyecto de ley sin el artículo referente a la expropiación de concesiones realizadas a empresas extranjeras. Su exploración no llega hasta el límite Argentina – Bolivia pues la formación Cuchara y Aguaragüe de las Sierras de Tartagal son las más ricas, y centra allí su atención.
Con la nacionalización de YPF durante la presidencia de Juan D. Perón (1946-1952), se proyecta el aprovechamiento de la reserva de Campo Durán, al ser detectados los pozos de Aguaragüe, Ramos, Palmar Largo, Madrejones y Bermejo, y se prevé la construcción de una Destilería en Campo Durán, que se concreta en 1958.
La exploración y explotación de este mineral combustible en la zona y la construcción de la destilería requería:
- Mano de obra, por lo este factor se convierte en fuente generadora de empleo para la población de la zona: Mosconi, Tartagal, Aguaray Campo Durán, y Prof. Salvador Mazza. Aunque la mano de obra calificada proviene de otras provincias: Mendoza, Córdoba, Santa Cruz, Neuquén, entre otras.
- Infraestructura de transporte y comunicación, en razón de lo cual se inicia por un lado, la pavimentación de las rutas nacionales y se abren rutas provinciales y municipales para conectar los pozos con la Destilería, y por otro lado la construcción de poliductos y gasoductos.
- Fuente de provisión de agua ablandada, desmineralizada y refrigerante, que se obtiene en un primer momento de una planta de agua abastecida por el Río Caraparí (a la altura de Campo Durán) mediante un sistema de bombeo y sin control de efluentes. Se inician los estudios para la construcción de un dique, que abasteciera de agua industrial tanto en verano como en invierno debido a que las precipitaciones en la zona son estivales, y oscilan entre los 1500 y 2000 mm anuales.

### El pozo de Madrejones
La explotación del petróleo del pozo de Madrejones que entró en funcionamiento en 1951 significó una nueva oferta de trabajo, y la consiguiente llegada de un importante contingente de población.
El pueblo no estaba preparado para recibir trescientos obreros. Contaba entonces con un centro comercial reducido al espacio comprendido entre la quebrada de Pocitos y las vías del ferrocarril de Este a Oeste y de Norte a Sur desde la frontera hasta la quebrada de Guandacarenda. En él había un hotel - restaurante del Sr. Flamichek o de Rosendo Farfán - con capacidad para 6 ú 8 personas, la Escuela Nacional N°249, un resguardo aduanero dependiente la Aduana Nacional con sede en Aguaray, un destacamento policial, una sección de Gendarmería Nacional y una oficina de Correos.
Se carecía de servicios como agua corriente, cloacas y alumbrado eléctrico. Como consecuencia de la falta de infraestructura YPF en el año 1951 inició la construcción de un campamento para sus trabajadores. Éste fue inaugurado por el Gobernador Durán. “Una pequeña y privilegiada ciudad", como señalan algunos entrevistados. Tenía pabellones de madera y techos de chapas a dos aguas para oficinas y viviendas. Además se construye un club deportivo donde funcionaba un comedor y contaba con una cancha de básquet. También se dotó al campamento de una enfermería y una proveeduría de mercaderías de consumo diario que compraban a precios inferiores al del mercado local. Las viviendas del personal jerárquico se encontraban en la actual calle Las Heras y para ingresar al mismo había que trasponer un portón custodiado por un guardia que disponía de una garita para su permanencia. Años posteriores se amplió dicho campamento construyéndose dos o tres viviendas y la enfermería más sobre la actual calle Jujuy, frente al motor de luz y el tanque de agua que abastecía únicamente a los empleados de la empresa y los requerimientos de la misma, mientras el resto del pueblo permanecía en penumbras y bebiendo agua de pozo.
A medida que se ampliaba la explotación, crecía el campamento en instalaciones y viviendas. De este modo, se instaló la usina a vapor de agua ubicada sobre Avda. San Martín (actualmente EDESA) y que reemplazó “al ruidoso motor” de la calle Jujuy.
Además de todos estos beneficios, los empleados contaban con transporte dotado por la empresa que los recogía diariamente de sus hogares o de una garita y eran trasladados a su lugar de trabajo en los pozos, los talleres o en la administración que se encontraba en Mosconi o en Campamento Vespucio.
Esta situación de tan marcadas diferencias entre los empleados de YPF y el resto de los pobladores generó recelos que tardaron varios años en superarse. Los empleados gozaban de tantos beneficios que otros empleados estatales no poseían como ser: traslados gratuitos para toda la familia, hoteles gratuitos en todo el país, servicios domiciliarios exentos de pago, etc.
Fueron tantos los beneficios durante tantos años, que la mayoría de los empleados no previeron que en algún momento esta situación cambiaría y quedarían sin nada tal como ocurrió en los pueblos de Aguaray, Tartagal, Mosconi y Campamento Vespucio.
Hasta los años 80, el petróleo se explotó, y generó fuentes de trabajo. Pero al dejar de funcionar el pozo Madrejones II, el B° YPF dejó de ser tal, y la fuente de trabajo se restringió a los empleados de la Destilería de Campo Durán. Sin embargo, desde mediados de la década del '70 se empezó a “echar a perder YPF” cuando se levantaron los pabellones de maquinarias y de oficina. Cuenta don Felipe Antonio Pastorino que en la época de Martínez de Hoz “se hicieron desastres en los talleres, las rectificaciones, cortaron con soplete los tornos... a la gente la dispersaron por todos los sectores...”. Agrega que “En los tiempos de Alfonsín fue peor, ya que no había máquinas ni para hacer una reparación, sobraba personal y encima entró gente que no quería hacer nada, era el auge del viático.
La empresa no impulsó en sus empleados la cultura del ahorro y el perfeccionamiento y esta situación se trasladó a sus hijos, que siguiendo el mismo camino, terminaron como empleados de YPF.
Al producirse la transformación del Estado y con ello, la privatización de las empresas estatales, en 1990 se llama a licitación para la explotación de la cuenca del Noroeste que se concreta en 1993 y utilizando en cuanto al personal de esta empresa, una política de retiro voluntario y desvinculación, los cuales, tentados por las importantes indemnizaciones ofrecidas, optaron por algunas de ellas.
En esta época se pusieron a la venta las casas que pertenecían a YPF. Fueron compradas por las mismas familias que las habitaban, quienes primero pagaron las escrituras del terreno y luego el edificio.
Algunos empleados quedaron en la empresa privatizada, otros formaron cooperativas de servicios que actúan como subcontratistas (EMAI en Aguaray o UTE Aguaragüe de Vespucio) y otros, la mayoría, que no estaban preparados para desempeñarse solos fuera de la empresa ni tampoco contaban con la orientación necesaria para pequeños emprendimientos, se dedicaron a actividades tales como el pequeño comercio o compraron vehículos 0 km que fueron destinados al servicio de transporte de pasajeros como taxis o remises.
De este modo la oferta superó a la demanda y lentamente fueron vendiendo sus negocios o sus vehículos para poder subsistir y muchos de ellos, debido a la falta de previsión, no terminaron con sus aportes jubilatorios quedando desprotegidos socialmente con las consecuencias que ello implica.
Esta “pequeña primavera de bienestar” se agotó pronto y comenzó a manifestarse el malestar ocasionado por la falta de trabajo y protección social terminando en un estallido social de magnitudes como los acaecidos en 1995 y 2000 en Mosconi y Tartagal.
Si bien esta situación no se manifestó de ese modo en Prof. Salvador Mazza, tampoco estuvo exenta de dicho fenómeno. Esto se debe a que el porcentaje de empleados de YPF, no era un número significativo socialmente y la mayoría de ellos, además de optar por el retiro voluntario, pudieron jubilarse por tener la edad y los años de aportes necesarios.
En cuanto a las tierras que YPF poseía en la localidad, estas pasaron a manos de la Municipalidad a cuenta del pago de impuestos y que al recibirlas, fueron loteadas y adquiridas por SUPARA (Sindicato de Aduanas) y por particulares.

### Lo que quedó de su explotación
Desde hace unos años, con la privatización de YPF, el surgimiento de otras fuentes de trabajo, y la "legitimación" de hecho del contrabando(se sabe pero no se habla) esa fragmentación social cedió lugar a otra: los que tienen una fuente de ingresos legal y los que no la tienen.
El Dpto. San Martín conoce una época de crecimiento demográfico y urbano entre los años 60 y 80, "el auge del petróleo como le llaman los lugareños.
Entre estos años:
- Se construye el Embalse del río Itiyuro, en las Sierras de Aguaragüe en la zona denominada Itaú, a los 22°6’ de Lat. Norte y 63°50’ de Long. Oeste, entre los años 60 y 72. Reglamenta su construcción la ley n° 3823, sancionada en abril de 1964 a raíz de un proyecto presentado por el Senador don Hugo Heredia. Su construcción estuvo a cargo por la empresa privada Zollazo Hnos. SRL. y luego de superar inconvenientes técnicos, como la inundación de la obra por una lluvia torrencial, que superaba los cálculos pluviométricos estimados, y la colaboración de Agua y Energía y la Universidad de Tucumán, con un estudio y modificación del vertedero, se lo inaugura en 1972.
- Se pavimentó la Ruta Nacional n° 34 en el año '67, y se construye el puente sobre la Quebrada de Guandacarenda, conformándose como uno de los factores que inciden en el inicio de la decadencia del ferrocarril. Esta ruta era recorrida desde los '50 por coches de la Empresa Atahualpa, camiones, y taxis. Respecto al puente ubicado sobre el río Caraparí, el mismo fue construido entre los años 1941- 1943 por la empresa Cotto que venía construyendo la ruta desde Piquirenda hasta Tobantirenda, por entonces terminal de rieles.

## El comercio: motor de la comunidad
Al ritmo del comercio se producen los cambios edilicios.
La explotación del petróleo no era la principal actividad productiva... el comercio seguía siendo la base económica de la localidad. Lo demuestran la preocupación de los comerciantes por desarrollar la infraestructura de transporte y comunicación, y extender a toda la población, los servicios con que contaban los ypefeños, como se llamaba a los obreros del petróleo.
El comercio se fue desarrollando de manera lenta e incesante en la medida que las necesidades del pueblo boliviano iban aumentando. Los requerimientos generalmente se remitían a productos alimenticios en bruto o elaborados como harina de trigo, grasa vacuna, derivados del trigo, jabón, aceites (fundamentalmente de girasol o mezcla) entre otros.
Estos productos provenían de los grandes centros industriales y llegaban a la frontera por ferrocarril a Aguaray hasta 1928 y posteriormente se transportaba en camiones o “diablos” hasta la frontera para abastecer a los primeros pobladores y a los escasos comerciantes como el caso de las familias James y Nallar, que comerciaban con Bolivia.
Si bien el tráfico de caucho fue motivo para que esta zona se fuera poblando, será el ferrocarril quien le dé el impulso necesario para su crecimiento.
A ambos lados de la frontera las expectativas fueron creciendo en torno a la llegada del tendido ferrocarrilero, con lo que ello implica: fuentes laborales, posibilidades de comercio y por sobre todo las enormes posibilidades de comunicación con el resto del país.
El incremento comercial generado por la constante demanda por parte de los ciudadanos bolivianos atrajo a numerosas familias desde Tartagal y Aguaray que se instalaron en el mal trazado dibujo urbano de «Pocitos» construyendo precarias viviendas de madera por los motivos ya señalados.
Junto a estas familias, muchas de ellas de origen español, llegaron las de origen sirio libanés y lo hacían desde ambos lados de la frontera. Muchos habían educado a sus hijos ya sea en Yacuiba o en Villamontes por motivos políticos debieron emigrar. Otros, como los españoles, venían huyendo de la Guerra Civil que tantos inmigrantes trajo al país. Igualmente, en la década del 50 la revolución emenerreísta de Paz Estensoro, impulsó a muchos ciudadanos bolivianos a radicarse en la zona.
Don Óscar Rodríguez nos cuenta: " La frontera fue creciendo y el comercio en auge. Se comerciaba comestible (grasa, aceite, fideos, harina, etc.) con Bolivia."
Respecto a los negocios de los años 40, Doña Dora Crausaz recuerda: «La casa Adela era donde era Sosa, de Ramos Generales. Así eran todos los negocios, uno vendía lo que podía vender, verduras, carne, se las traía de Tartagal. Tenías que salir a la ruta, encargarle al colectivero, le dabas la lista al chofer de lo que necesitabas, la verdura también [...].»
Por entonces, toda la actividad institucional de la localidad estaba centrada en Aguaray, localidad de la cual dependía Pocitos hasta 1951, año en que se convierte en municipio de Tercera Categoría.

### La Aduana
La aduana, lógicamente la institución por muchos codiciada dentro de la administración pública, tiene sus antecedentes en 1852 cuando fue creada bajo la denominación de Receptoría de Orán, dependiente de la Aduana de Salta, aprobada por las leyes 181/1866 y la ley 810 que expresa que la misma es una Receptoría Terrestre.
A partir del decreto de 31 de julio de 1911 se dispone que funcione de manera independiente.
En 1913 y por la ley 9087, es trasladada a Embarcación y en 1932 lo hace a Aguaray donde funciona hasta 1953 que es trasladada definitivamente a Pocitos por decreto N° 24/10898 del 17 de junio de 1953 pero esta medida recién se cumplimenta el 23 de agosto de 1954 con el nombre de Receptoría de Pocitos.
En 1957 se convierte en Aduana de Tercera categoría por medio del Decreto N° 15/7638.
Su jurisdicción comprende los departamentos de San Martín y Rivadavia, siendo sus límites, al este con Formosa, al oeste con Orán y Salta y al sudoeste con Barranqueras (Chaco).
Al respecto, relata Fuad Darrull: «[...] el punto de frontera era Aguaray. Esto era un paso obligado con Bolivia. En ese entonces, Pueblo Nuevo eran sendas donde se transitaba a pie o en bicicletas. [...] Lo que es el centro comercial creció por que era el paso hacia Bolivia y donde en forma caprichosa se han ido formando las cuadras [...]. En la época... la afluencia comercial era tan grande que la estación del ferrocarril estaba permanentemente llena de vagones, porque en ese entonces se traía toda la mercadería y las encomiendas por el FFCC Belgrano».
El transporte realizado por medio del ferrocarril generaba innumerables problemas tales como la tardanza de arribo de las mercaderías o el deterioro que se ocasionaba a las mismas cuando debían permanecer en determinadas estaciones. El siguiente relato refleja tal situación: «[...] siempre había faltantes de mercaderías, algún vagón estaba medio deteriorado y si te agarraba el tiempo de lluvias, se mojaba todo [...] hacer un reclamo era una odisea, te reconocían cuando ellos querían y te cobraban encima la cantidad que querían, tu producto no valía, la gestión de ellos valía mucho.»
Otro relato, de doña Dora de Crausazrevela, revela lo que significaba el ferrocarril y que de una manera u otra, refleja lo contrario: ante la necesidad de tener una heladera su padre decide comprarla en Buenos Aires y solicitan que la envíen por ferrocarril y como Pocitos no era aun conocido '«[...] el aparato llegó varios meses después con montones de carteles por donde había pasado, Salar de Pocitos, Los Pocitos, etc. Desde entonces, se comenzó a usar la denominación de Km. 1455 para señalar el destino de Pocitos [...].»
Entre las décadas del 50 y del 70, el intercambio comercial con Bolivia no se realizaba en camiones de exportación sino que se pasaba la mercadería al hombro, de allí la denominación de bagayero (bagayo: carga) o también llamado contrabando hormiga.
La incesante actividad del traslado de las mercaderías era llevada a cabo por ciudadanos bolivianos en su mayoría y en un porcentaje menor por argentinos. Esto se debía a que el “modus operandis” consistía en comprar la carga en los negocios del pueblo, en la puerta del mismo distribuirla entre los bagayeros que debían hacer la cola en el “portón”, allí era controlada por el personal de la aduana y posteriormente era llevada hasta el fondo de la quebrada donde esperaba el “pilotero” para su traslado definitivo.
Se hacían largas colas donde se generaban siempre peleas entre los pasadores para abreviar la larga espera. También eran sometidos a continuos atropellos por parte del personal de Gendarmería que siempre iba dotado de una varilla de morera o un látigo trenzado «porque a estos collas tenés que tenerlos zumbando, sino se te suben a la cabeza [...]»
La afluencia de esta etnia obedecía a que las minas del altiplano se iban cerrando y consecuentemente, la expulsión de los mineros hacia centros poblados era de constante aumento y terminaban desarrollando la actividad comercial como única salida a sus necesidades. Además la inestabilidad política ocasionaba que la pobre economía boliviana no pudiera salir de su estado de dependencia con otros países. Al no existir fuentes de producción primaria ni secundaria, se debía recurrir a la importación desde distintos puntos del globo.
Este procedimiento siempre estuvo manejado por los comerciantes bolivianos que eran los que contrataban a los piloteros y estos a los bagayeros, siempre bolivianos, salvo excepciones, que se manifestaban por la alta demanda y era necesario contratar más personas.
Esto ocurría debido a una resolución de la Administración Nacional de Aduanas (ANA) que permitía “pasar la mercancía que el cuerpo pudiera transportar [...]”. A raíz de esta disposición el desarrollo del comercio se incrementó notablemente pero en determinados productos esenciales como arroz, harina y aceite lo que obligó a la ANA a disponer un cupo por cantidad y persona: 1 ½ L de aceite, 1 kg de arroz y 1 kg de harina por persona y por día.
Para evitar estas limitaciones, se recurrió al fraccionamiento de las bolsas de harina de 50 kg y consecuentemente, la imposición en el mercado hacia Bolivia del envase de 1 kg.
La incesante demanda hizo que el comercio creciera de manera desmesurada y consecuentemente, la localidad se convirtió en un polo de atracción para muchos comerciantes de diferentes lugares del país que vinieron y permanecieron en el lugar mientras duró la euforia de la venta hacia Bolivia. Lógicamente que éstos nunca pudieron competir con la economía ya fortalecida del comercio local que supo defenderse ante la presencia mayoritaria de “aves de paso” al decir de los pobladores locales.

### Puente internacional
Durante la década del '70 y mediados de los '80, el comercio local se vio fortalecido por ciertas medidas de la ANA, que si bien perjudicaban a un sector de la población, benefició a los grandes mayoristas instalados desde la primera hora.
Este fortalecimiento se manifestaba con la presencia de los mismos en diversas instituciones relacionadas con la actividad mercantil como la Cámara de Comercio o la Cámara de Empresarios.
Esta última, de poca duración estaba ligada a la actividad maderera o agrícola. Su desempeño tuvo mucho que ver con ciertas mejoras de infraestructura urbana como ser el asfaltado del casco céntrico y la influencia en el gobierno provincial y nacional para la construcción del puente internacional en su actual emplazamiento.
El paisaje urbano de la frontera era una pronunciada quebrada que únicamente transportaba agua en el periodo estival. Su declive de aproximadamente diez metros era utilizado por los bagayeros y los escasos vehículos que circulaban desde y hacia Bolivia. En el lado argentino, se encontraba emplazada una construcción de madera al estilo del chalet americano con techos de chapas de fibro cemento que albergaba el resguardo aduanero y el control de gendarmería. Por falta de infraestructura edilicia, en un primer momento la receptoría funcionaba en el local policial, en la intersección de las calles Salta e Independencia, donde es actualmente el Pórtico de la Patria.
Paralelo a dicha construcción había un gran portón de madera que solo se abría para el paso de camiones. La gente pasaba por uno más pequeño que semejaba un “brete de matadero”. La misma se hallaba en ese lugar desde la década del cincuenta. Dicha quebrada era recorrida diariamente por miles de bagalleros escabullendo los controles. En la mitad de la misma, “la tierra de nadie” depositaban la mercancía que del mismo modo era subida hacia territorio boliviano.
Al respecto, se levantaron muchas voces contrarias a su construcción de dicha obra en dicho lugar debido a la presencia de centros educativos en la cercanía del mismo o a la falta de espacio para el crecimiento de la comunidad en ese sector. Además, se sostenía por medio de una Junta Vecinal que “el puente debe hacerse siguiendo el trazado de la RN 34 para que de ese modo se beneficie el 70% de la población que habita ese sector [Barrio Pueblo Nuevo] y donde se encuentran el edificio de la Aduana, el hospital y muchos terrenos de reserva para otros edificios públicos. Por otro lado correrá paralelo a las vías del ferrocarril y de ese modo evitará el desdoblamiento de la institución aduanera. Todo el control se hará en un mismo lugar” [...].
En virtud de esta obra, un grupo de vecinos de la localidad hicieron llegar al matutino “El Tribuno” un documento denominado “Historia de un puente” donde se manifestaba que “en el año 1965, aproximadamente, en oportunidad de llegar a Pocitos la punta de pavimento de la RN34, a escasos doscientos metros de la quebrada, la misma empresa caminera, sin interrumpir la marcha de la obra, llevaba ya realizados trabajos preliminares de la construcción del puente en el sitio donde marca su ubicación natural y técnica, o sea paralelo al puente ferroviario, pero los trabajos se paralizaron ante una fuerte oposición presentada por la Cámara de Comercio local, en defensa de los intereses personales de los miembros de dicha institución. Desde entonces a la fecha pasó al olvido [...]
En cambio el progreso edilicio y comercial continuó a pasos acelerados, tanto que a la fecha no quedó lugar para plantar una estaca [...]”.
La realización de dicha obra benefició solo al sector comercial instalado en las cercanías del paso, postergando hasta el presente el desarrollo de los barrios por donde se había decidido su trazado, es decir por el sector NO de la localidad, en el actual camino a El Chorro.
Las ventajas de haberlo construido allí son innumerables, a saber: revalorización de los terrenos ubicados a la vera del camino, asentamiento urbano en mayores proporciones, desarrollo de la actividad de la construcción, captación de mano de obra del sector, dotación de servicios como gas natural y cloacas y descongestionamiento del sector cercano al Resguardo Aduanero.
Además, habría facilitado la apertura de calles que atraviesen el playón de maniobras del ferrocarril. Curiosamente, se usó este argumento para impedir su concreción por tal sector, aduciendo la presencia de una sola calle para el tránsito vehicular y la falta de terrenos. En realidad, en lo que ha terrenos se refiere, tenemos la existencia de grandes fincas sin parcelar lo que impedía de un modo u otro la pronta construcciones de depósitos y negocios. Los mismos ya estaban construidos en el sector comercial y, lógicamente, el traslado hasta el supuesto emplazamiento del puente haría más dificultosa las ventas por la distancia a recorrer. Del otro modo, lo máximo que se debía recorrer, eran apenas unos 500 metros como máximo.
Es importante aclarar al respecto, para no cargar tanta responsabilidad sobre personas que mucho hicieron por la comunidad, que también gravitó de manera muy importante la opinión de las autoridades y comerciantes bolivianas, tal como lo expresan Rojo y Nazer al decir “que al ser entrevistados por autoridades de Vialidad Nacional, acompañamos [a las mismas] a reunirse con las autoridades bolivianas. Ellas veían conveniente que se construyera por donde estaba fijado por ya tener edificios hechos y además el camino es más largo[...] Quiero dejar aclarado que nunca la Cámara de Comercio ha pedido ni gestionado que el puente se construya en esta parte [...]”.
Lo que nunca se tuvo en cuenta por parte del Gobierno y las Cámaras, fue que el comercio creciera tanto y en tan poco tiempo. A partir del año 1995 la afluencia de camiones con destino a Bolivia y Brasil, ayudados por la construcción de la ruta Yacuiba – Santa Cruz de la Sierra, ha sobrepasado las expectativas y, junto a la presencia multitudinaria de turistas que a diario vienen a realizar compras en el país hermano, se producen atascamientos de camiones y personas en penosas colas en el control de Gendarmería Nacional y Aduana.
De todas maneras, las influyentes Cámaras de aquel entonces, pesaron con sus informes en la decisión final.
Las obras comenzaron en 1974 pero por causas que se desconocen se paralizaron hasta el año 1978 en que fueron culminadas junto a un anhelo de la localidad: el asfaltado de las calles del casco céntrico. A dicha inauguración asistieron los presidentes de facto Jorge Rafael Videla (Arg.) y Hugo Banzer Súarez (Bol.) produciéndose el encuentro en territorio argentino.

### Evolución de los comercios
En el bienio 50 - 60 se consolidaron en el rubro comercial muchos establecimientos que hoy perduran como el caso de las familias Yudi, Sanz, Gorena, Ojeda, Adad, Casap, por mencionar algunos mientras que otros tuvieron corta permanencia para luego emigrar hacia otros lugares como el caso de la “Casa Argentina” de la familia Katz [actual Casa “El Gato”]. Otros negocios perduraron hasta que la situación de la frontera y la política económica del país no dio lugar a su permanencia tal es el caso de la librería y revistería “Belgrano” del Sr. Walter del Carpio, quien luego de mantenerse en el mercado durante 43 años, cerró sus puertas en 1998. Mencionamos este caso, por la importancia que significa una librería en una pequeña comunidad. De todos modos, al momento del cierre de la misma, ya había en la ciudad varios kioscos dedicados a la misma actividad pero sin la misma envergadura e importancia. Al respecto nos comenta Walter del Carpio (h) que “las editoriales de Buenos Aires, al ver la cantidad de revistas El Gráfico y el Arte de Tejer que pedía el papá, comenzaron a venderlas ellos a los distribuidores de Bolivia. Así ocurrió con todos los rubros. Uno se deslomaba en esta frontera y ellos nos usaban como banco de pruebas. Si un producto andaba, se olvidaban de nosotros y hacían el negocio ellos [...]
Otros comerciantes, cansados ya de trabajar vendieron sus propiedades y decidieron emigrar hacia las grandes ciudades como los casos de Segundo Carpio o Alfredo Ase. Esta situación, del cierre casi masivo de muchos de los comercios instalados, se produjo a mediados de los 80 cuando la moneda argentina era devaluada en forma permanente y el comerciante boliviano prefería comprar directamente de fábrica y la mercancía salía por exportación. De seis mil comerciantes registrados en esos años solo quedaron menos de mil a principios de los noventa.
Todo era barato en Bolivia: desde divertirse hasta comer y vestirse. La permanente visita a Yacuiba a realizar compras fue el motivo del cierre de los comercios. Un caso paradigmático es el de los zapatos. Durante casi 40 años la zapatería “La Italiana” de don Roberto Belmónt soportó los embates de las permanentes devaluaciones y cada vez realizaba menos compras. Finalmente en sus vidrieras se exponían calzados ya pasados de moda pero de altísima calidad. La gente prefirió “cruzar el puente para comprar barato y relativamente bueno. Con lo que me cuesta un par en Belmónt me compro 3 pares en Yacuiba [...]
Hoy en la localidad no hay tiendas ni zapaterías ni librerías. Lo poco nacional que se vende se realiza por el método “puerta a puerta” en estos rubros. Solo se mantienen las pocas revisterías instaladas durante los finales de la década del 90.
La mayoría de las instituciones y obras que se realizaron en el pueblo se generaron con los comerciantes de la localidad, don E. Aparicio, Enrique Rojo, don Adad, entre otros, que a través de charlas de amigos, opinaban sobre lo que se podía hacer para mejorar en todos los aspectos a esta comunidad. Así nació el Club Sirio Argentino, la Escuela República de Bolivia, la Escuela Antártida Argentina por la inquietud de la gente. Poniendo voluntad y material hasta que el gobierno se interesó formando comisiones para dar luz eléctrica, tener agua corriente. El Rotary Club es una institución que impulsó varias de estas obras y otras también.
"Cuando la cinta asfáltica llega a nuestro pueblo (año 67), se comienza a prescindir del ferrocarril porque traer por vía terrestre en camiones era más cómodo, seguro, rápido y te lo traían a domicilio... y no se corría el riesgo de tener faltantes o de que la mercadería se deteriorara por el mal estado de los vagones...", según nos relata don Fuad Darrull.
Don Felipe Pastorino nos cuenta lo siguiente:
"En la esquina donde está el edificio del Gato (Balcarce y Salta), Ud. se paraba y miraba una cola que sé hacia allí... llevaban de todo: harina, grasa, verdura... en esa época ellos no tenían tanta agricultura como ahora, lo único que se podía traer era ananá... ahora se trae de todo. Esa esquina se llamaba "la esquina del abreboca" porque cuando uno salía del único bar-billar que había, se paraba a ver como los gendarmes azotaban a las personas con varillas, que insistían en pasar cuando les indicaban que no lo hicieran... Algunos llevaban cocinas al hombro, no había puente, se tenía que pasar la quebrada caminando..."
La actividad comercial (legal e ilegal) siempre fue la base de la estructura económica de Pocitos y por épocas se complementó con otras. Por ejemplo, desde principios de siglo hasta hoy con la explotación del suelo, de la madera, del petróleo, el trabajo ferroviario, los empleos públicos... Por ello, aunque el eje económico fue el comercio, la diversidad de empleos fue una realidad que influyo en el crecimiento demográfico y la expansión urbana de la localidad.
Entre los años 65 y 80 y ante la intensidad del flujo comercial entre Argentina y Bolivia se instala en la calle Balcarce, una sucursal del Banco de la Provincia, se crea la Cámara de Comercio, se eleva a Categoría de 2.ª la Aduana y se construye el Puente Internacional, cuya inauguración es presidida por el Gral. Rafael Videla, en el año 1979.
La relación comercial con el vecino país no siempre fue estable, hubo algunos periodos en que predominaban las importaciones y otros en que predominaban las exportaciones, coincidiendo estos con el valor de la moneda nacional...
Argentina exportaba en esa época productos alimenticios de frontera a frontera, actualmente "solo ve pasar los camiones cargados de mercaderías" porque hoy las exportaciones argentinas las realizaban directamente las fábricas, avaladas legalmente.
En el ámbito familiar, la relación es el siguiente: "cuando su moneda esta baja, nosotros les compramos porque nos sale más barato y cuando nuestra moneda esta baja, ellos vienen a comprar aquí" ¿La afluencia de "turistas" a nuestra localidad no refleja acaso esta situación?
Actualmente, según nos informa la Aduana, se exporta al vecino país, gran variedad de productos: jabón, fideos, tejidos, bebidas, gaseosas, textiles, frazadas, camas, colchones, heladeras, lavarropas, muebles en general, frutas frescas... Y se importa petróleo, gas, madera aserrada en tablas y tablones, productos químicos y material para pozos petrolíferos...
El comercio ilegal es una constante, esta es una de las principales "ruta de la coca". Gendarmería informa que el 75 % de las drogas que pasan por esa zona es cocaína y el 25% restante, marihuana.
Además del tráfico de drogas vía Bolivia-Argentina es de importancia el tráfico de éter vía Argentina-Bolivia, sustancia que se utiliza en la fabricación de cocaína.
El tráfico de mercaderías argentinas hacia el vecino país perdió importancia para la zona, pues las exportaciones se realizan de empresas de producción argentinas a empresas de distribución bolivianas, sin costos de exportación. Esto se refleja en la diferencia de precios de productos argentinos entre nuestra localidad y San José de Pocitos.
¿Se beneficia nuestra localidad con esta situación? Obviamente no, pues los comerciantes "solo ven pasar los camiones cargados de mercaderías hacia Bolivia" y el Municipio solo cobra un sistema de peaje a los medios de transporte. Esto es válido tanto para medios de transporte utilizados para exportación como para turistas.

### El turismo
La afluencia de turistas, que más que tales son pequeños comerciantes, impulsados por los bajos precios de textiles y juguetería en Bolivia, acuden a nuestra ciudad. Parcialmente constituyen fuente de riqueza, pues han reactivado la actividad comercial: fotocopiadora, expendios de alimentos, guarderías de autos y de servicios de transporte, líneas de colectivos, taxis, etc. Si analizamos el costo social de la afluencia de "turistas", este es alto, pues contribuyen directa o indirectamente a la contaminación del ambiente con la basura, el ruido y también al congestionamiento del tránsito vial que se produce no sólo en esta localidad, sino que afecta indirectamente a la localidad de Aguaray, donde se encuentra el control de Gendarmería Nacional.
El ciclo de comercio-explotación del suelo llevó al poblamiento de la zona en las áreas periféricas, el ciclo del comercio-explotación de la madera y del petróleo al poblamiento del valle, el ciclo del comercio-empleos públicos a la expansión urbana hacia el noroeste y sur del valle... Y la entrada masiva de inmigrantes bolivianos a mediado de los 80 conllevó al crecimiento del Sector V, del Barrio Ferroviario y de Villa Las Rosas.

## El Mercosur
Desde enero de 1995 comenzó a funcionar la Zona de Libre comercio (ZLC) en el Mercosur, lo que significa que los bienes tendrán arancel 0 entre los países integrantes: Argentina, Bolivia, Brasil, Chile, Paraguay y Uruguay.
Significa que los productos circularán libremente sin ningún tipo de restricciones, ya que deben ser eliminadas o armonizadas las trabas no arancelarias.
Esta ZLC no es perfecta aún. Un grupo reducido de bienes no tendrá arancel o intrazona porque estos productos serán incluidos en lo que se llama régimen de adecuación final a la Unión Aduanera, por considerarse que este grupo de bienes es sensible a la competencia en el mercado regional. Estos bienes mantendrán su arancel nacional, el que irá disminuyendo en forma lineal y automática, hasta llegar a 0 en un periodo a determinar.
Este régimen deberá regular las condiciones para que los pequeños y medianos empresarios no se vean fuera de la competencia comercial.
Se prevé que la ZLC recién el 1º de enero del año 2001 tendrá las características de un libre comercio, con arancel 0. Pues recién el 1 de enero de 1995 comenzó a funcionar el Arancel Externo Común (AEC) que consiste en la sustitución de aranceles nacionales por un arancel común a los países miembros. Es decir, que el nivel de protección contra las importaciones provenientes del resto del mundo será idéntico o común para el bloque regional Mercosur.
Los comerciantes de Prof. Salvador Mazza no siente que el Mercosur los vaya a beneficiar. Por eje, Fuad Darrull tiene dudas acerca de su efectividad: «... El Mercosur es la niña bonita en este momento. Como frontera no es cierto hasta que punto nos va a beneficiar. En el rubro industrial del país puede ser, vamos a tener un solo arancel aduanero, vamos a poder exportar cualquier cosa a Bolivia, pero ¿qué vamos a poder importar de Bolivia?...»

## Evolución económica. Consideraciones finales.
La evolución económica de Prof. salvador Mazza no solo responde a razones internas sino también a aquellas de índole externa.
Internas como la decadencia de la actividad agropecuaria por agotamiento progresivo del suelo, la falta de inversión de capitales, los beneficios del sector público como fuente de trabajo... Y externas como las políticas nacionales y provinciales que aplican medidas en la zona pero teniendo en cuenta un enclave global y no analizan su realidad particular.
¿Dónde se refleja ésta afirmación? En la falta de centros de estudios, en las condiciones edilicias de la localidad, en el carácter cíclico de las fuentes de trabajo y el crecimiento demográfico, en la expansión urbana siguiendo el lineamiento ocupacional de las familias (barrio comercial, barrio de docentes, barrio de ferroviario, barrio de inmigrantes) en el extendido parcial de los servicios.